# Гегамский хребет
Гега́мский хребе́т (арм. Գեղամա լեռնաշղթա, ранее также Ахманган) — горный хребет в Армении. Платообразный водораздел бассейнов озера Севан — с востока, притоков реки Аракс и Раздан, Азат и Веди — с юго-запада и Арпа — с юга. Средняя высота Гегамского горного массива — около 2500 м. Хребет имеет вулканическое происхождение, включает много потухших вулканов. Длина хребта — 70 км, ширина — 48 км.
Название Гегамского хребта связано с именем Гегама — правнука легендарного прародителя армян Хайка.

## Описание

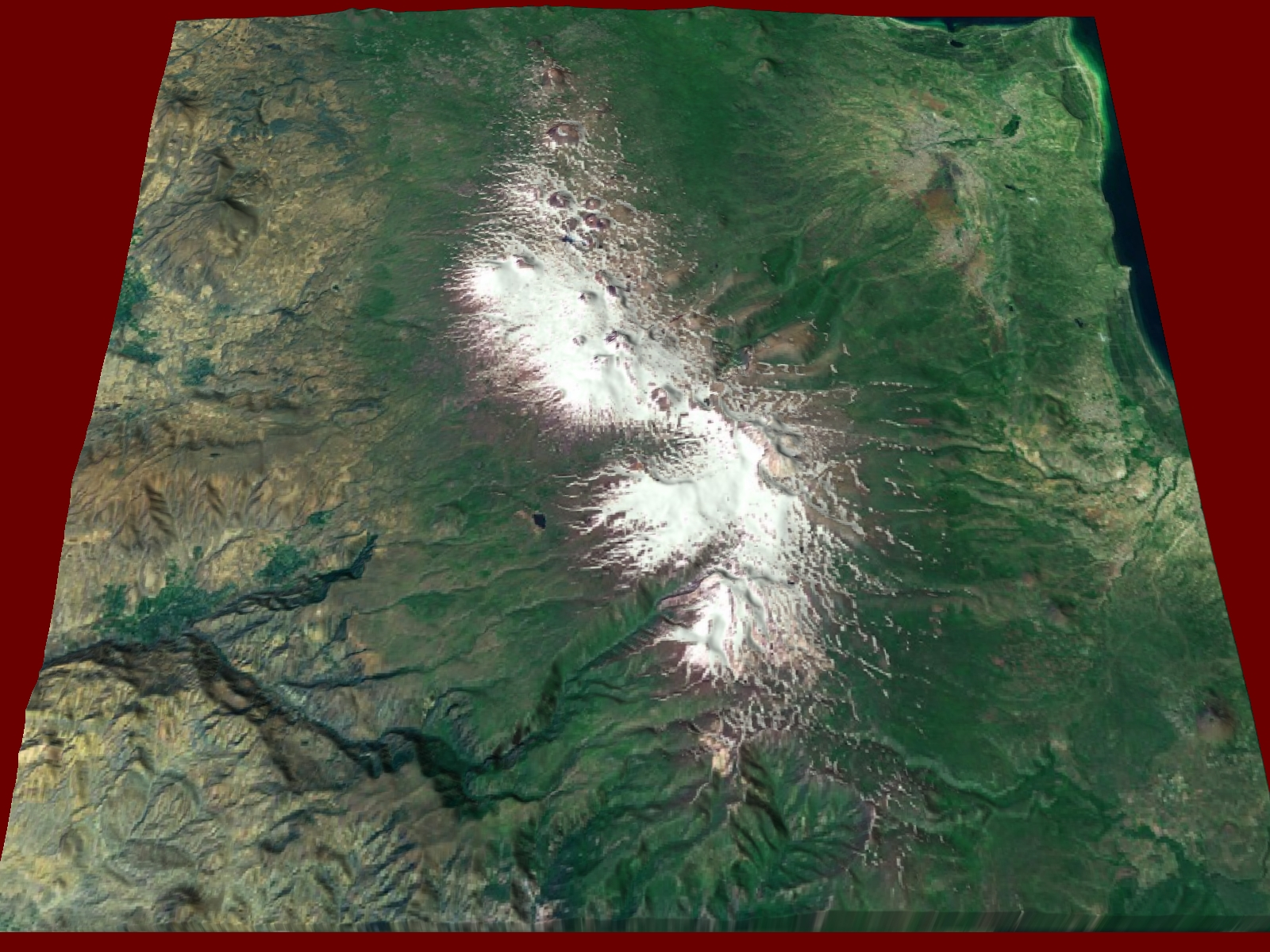
Гегамский хребет, космический снимок

Высшая точка водораздела — вулкан Аждаак, с высотой 3597 м над уровнем моря, расположен в северной половине хребта. В кратере вулкана Аждаак образовалось озеро, которое на протяжении всего года питается талыми водами. Ещё одно кратерное озеро находится в кратере вулкана Тар, по соседству с Аждааком. Вторая по высоте гора — Спитакасар, высотой 3560 метров над уровнем моря.
Особый интерес в Гегамском хребте представляет озеро Акна. Озеро расположено на границе Котайкского и Гегаркуникского регионов.
С хребта берут начало реки Азат, Веди (бассейн Аракса), Гаварагет, Аргичи, Бахтак, Шохвак, Цаккар, Личк (бассейн озера Севан).

## Наскальные рисунки (петроглифы)

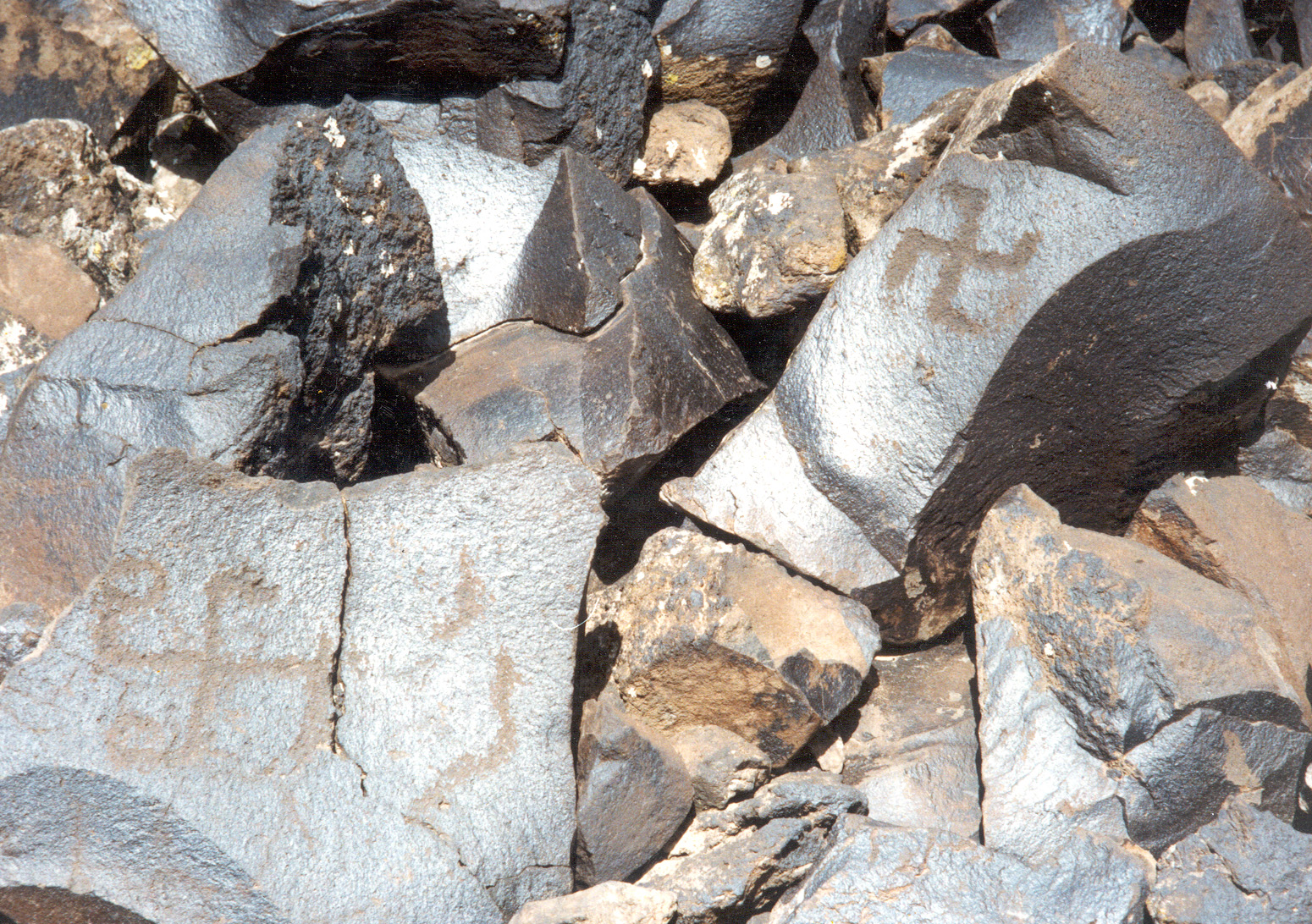
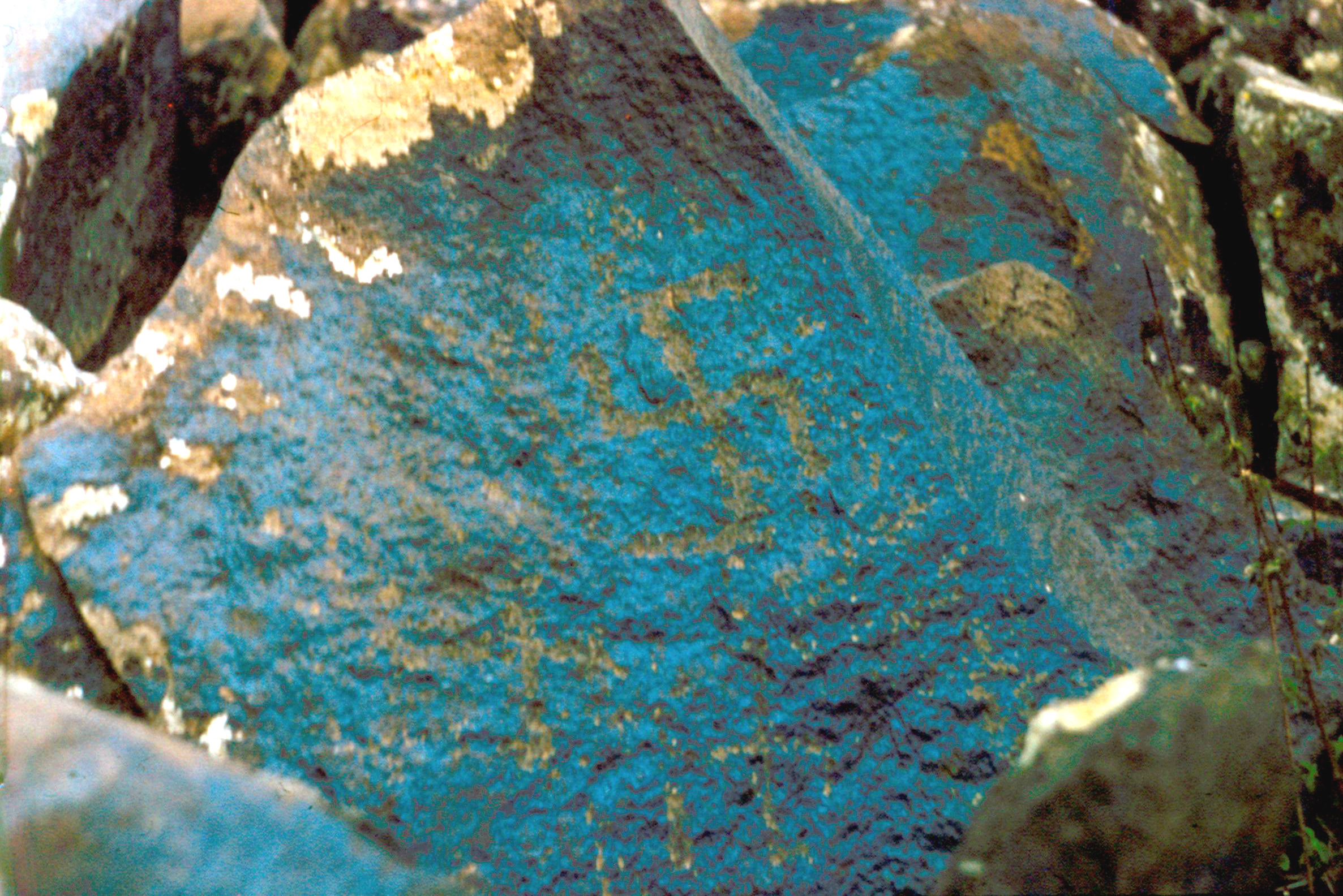
Петроглифы в виде свастики
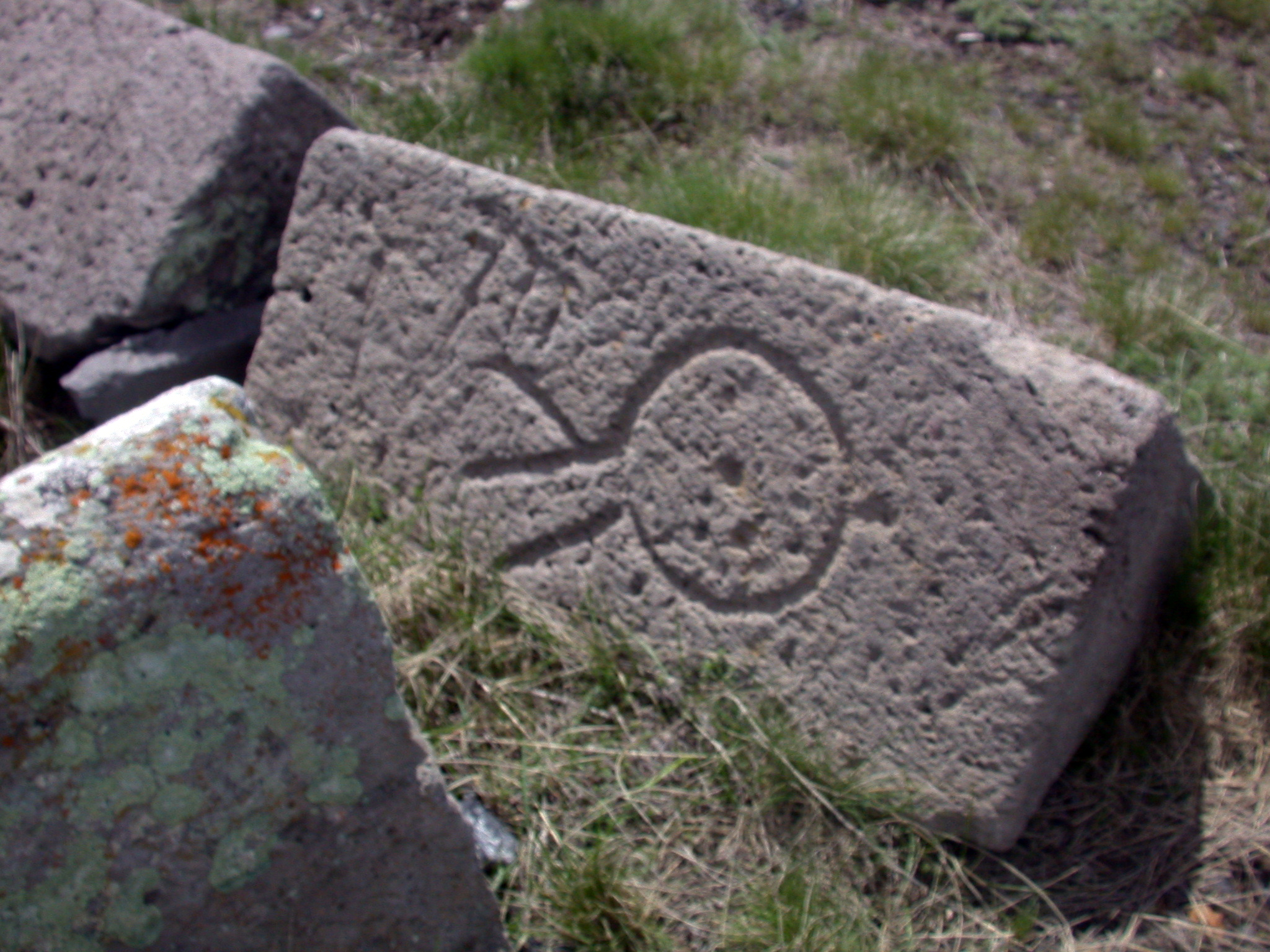

Большое количество наскальных рисунков было обнаружено в Гегамских горах. Большая часть рисунков изображает людей в сценах охоты и сражений, обработки земли, состязаний и танцев, а также мифологические создания — вишапы (драконы). Некоторые наскальные рисунки отражают поклонение материнству, предкам, героям, духам, плодородию и времени. Изображены также географические элементы: реки, озера, источники, а также астрономические тела и явления: Солнце, Луна, звездные созвездия, болиды, кометы и молнии.

## Легенды

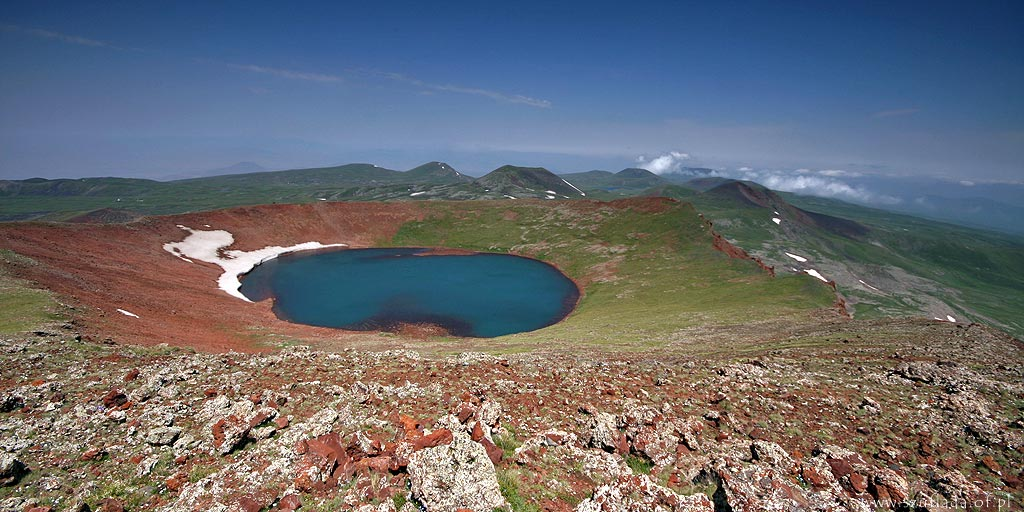
Озеро на вершине большого Аждаака
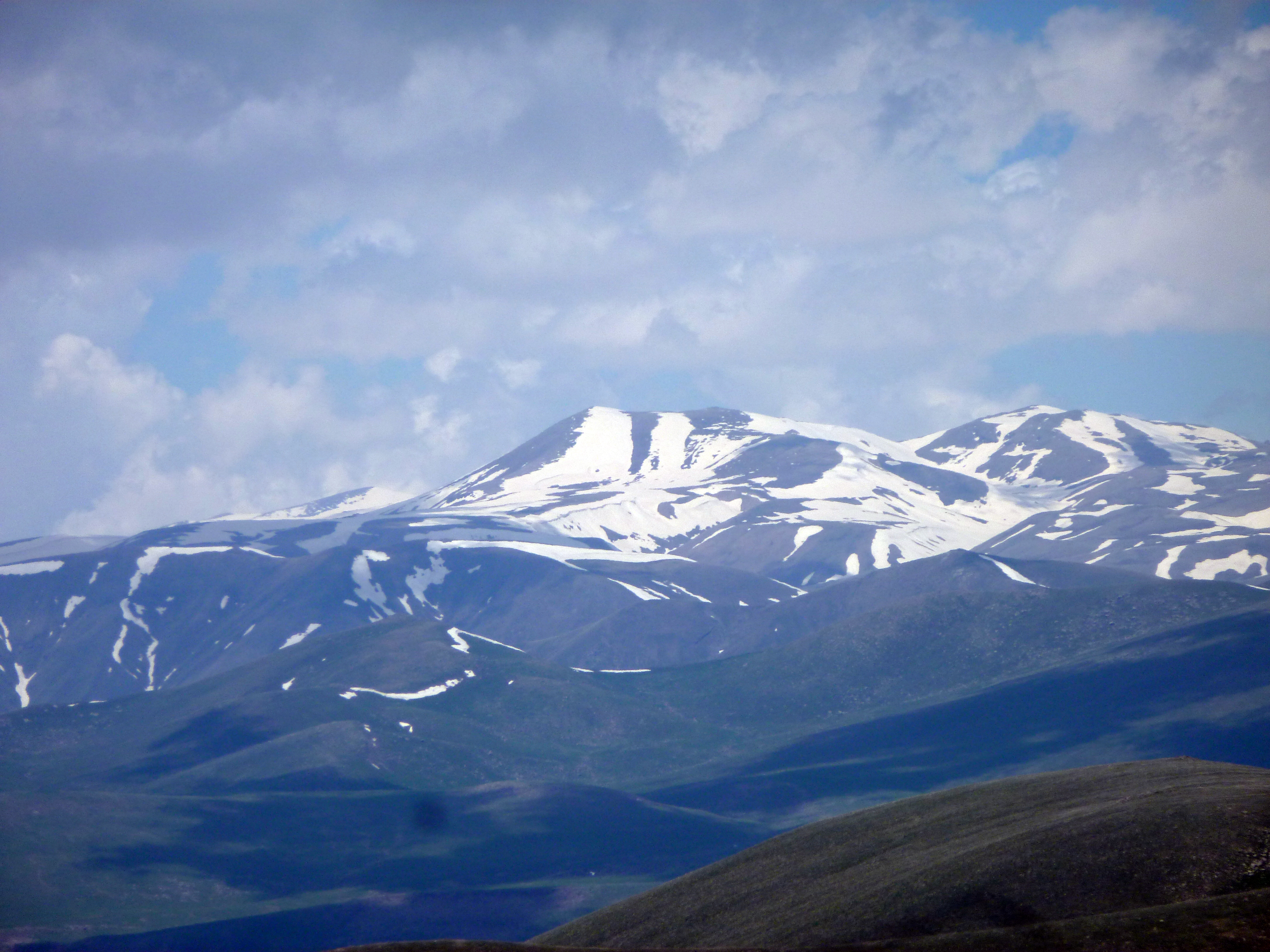
Гегамские горы

Юго-восточные склоны Гегамских гор пересекаются с овеянным легендами Хосровским лесом, который объявлен государственным заповедником. Лес имеет искусственное происхождение. По преданию, лес был посажен на сухом каменистом склоне в IV в. по указанию армянского царя Хосрова Котака и впустили затем туда диких животных.

## Галерея

Лусналич
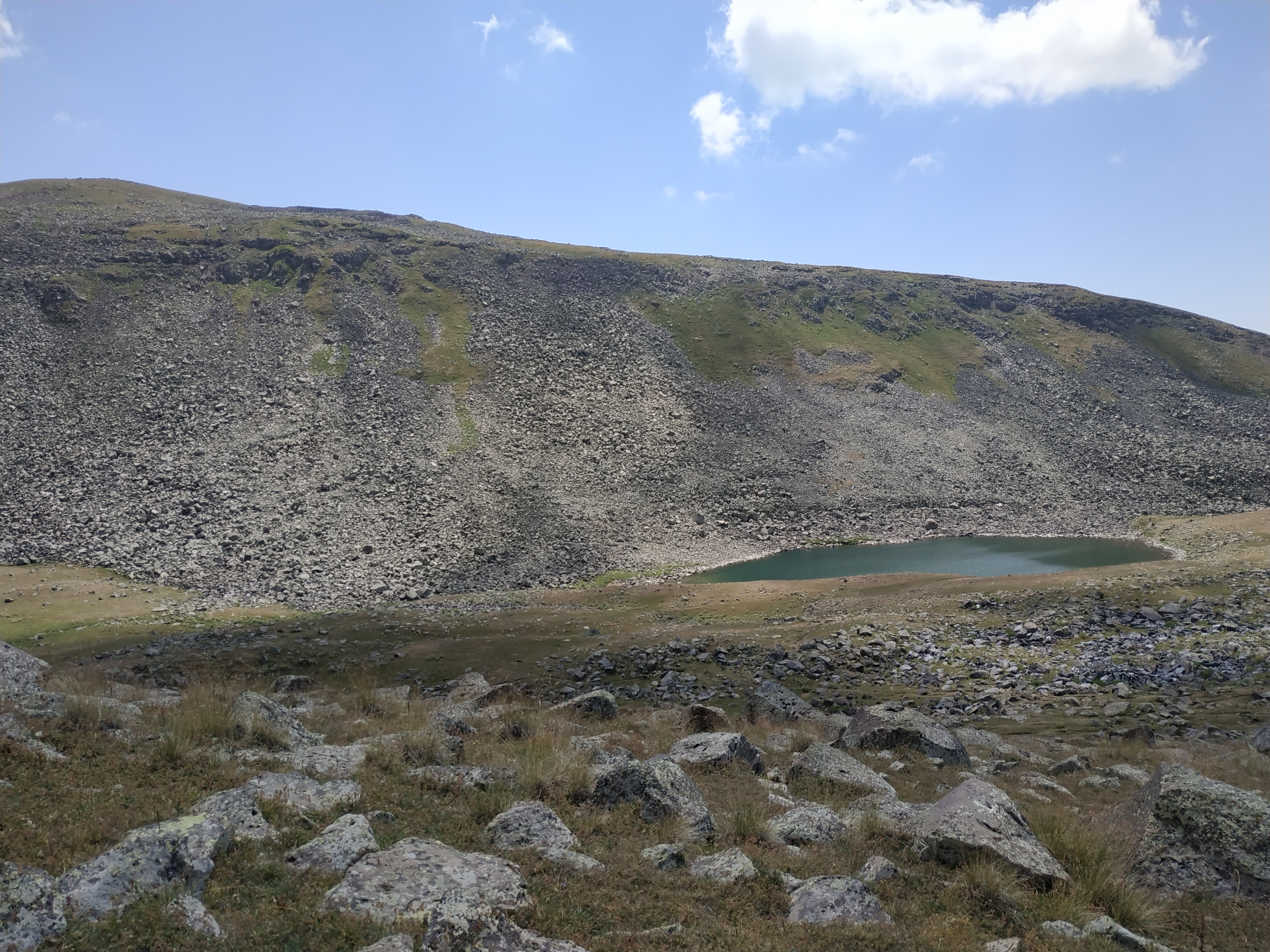
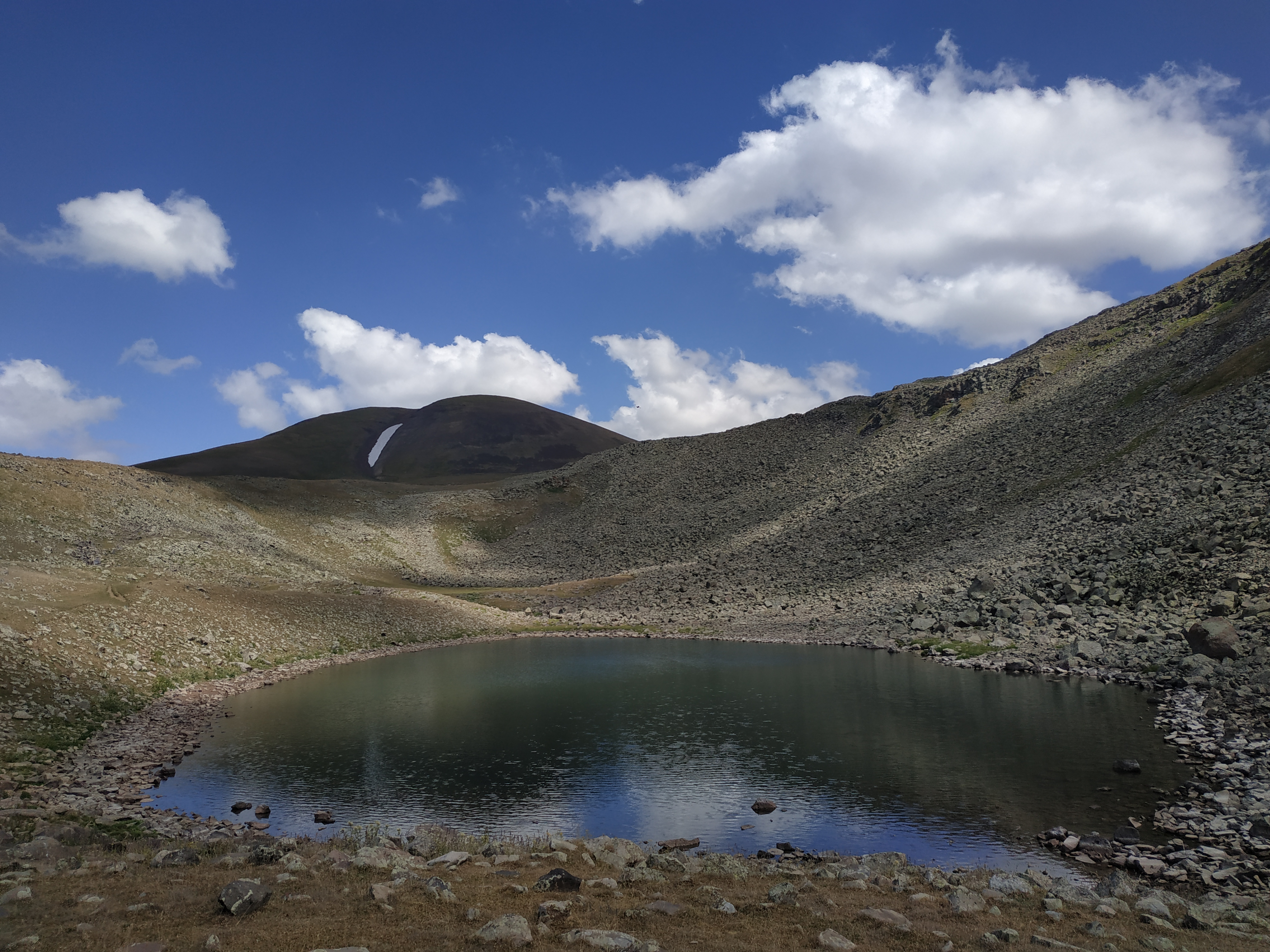
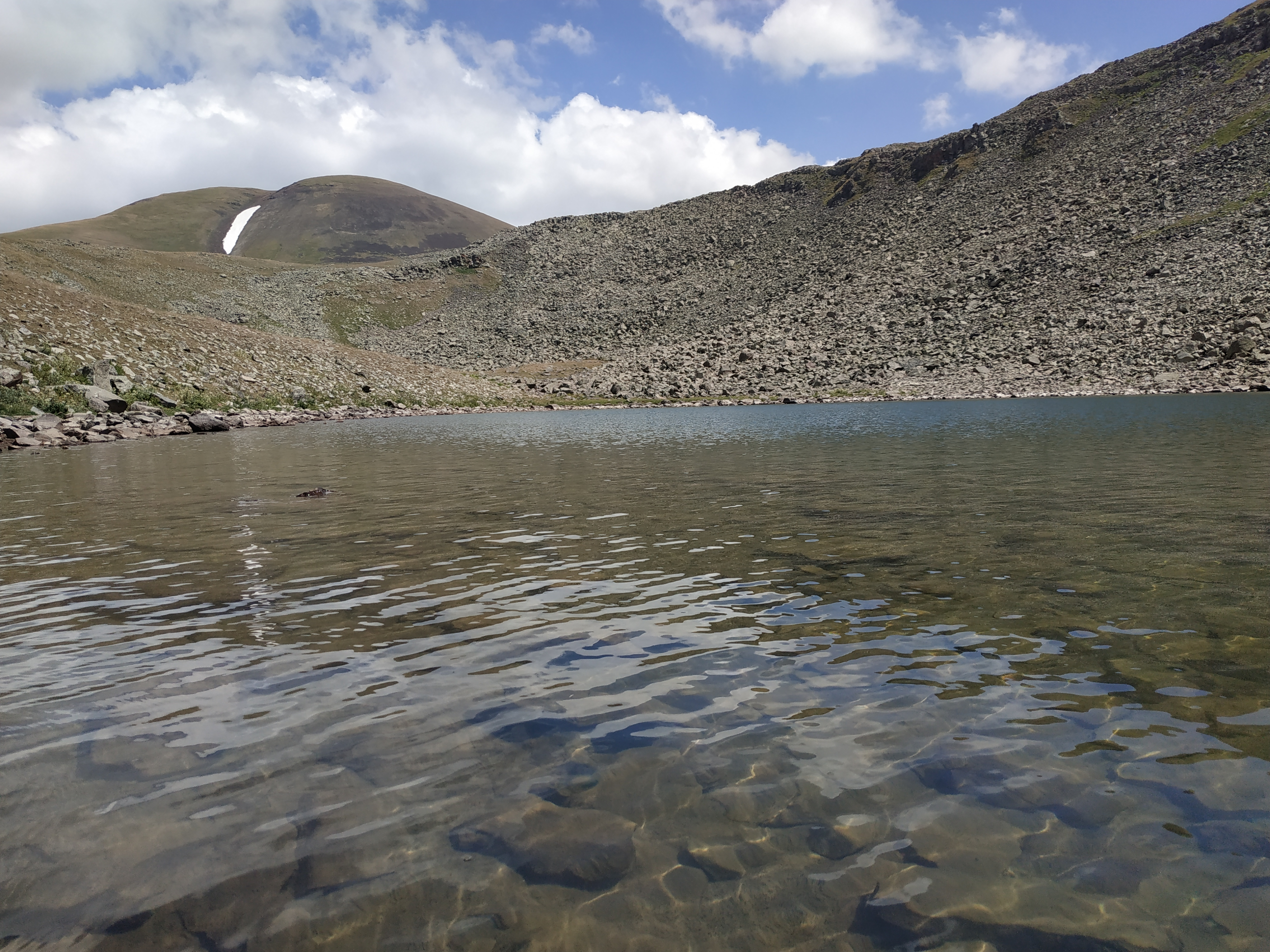

Менаксар
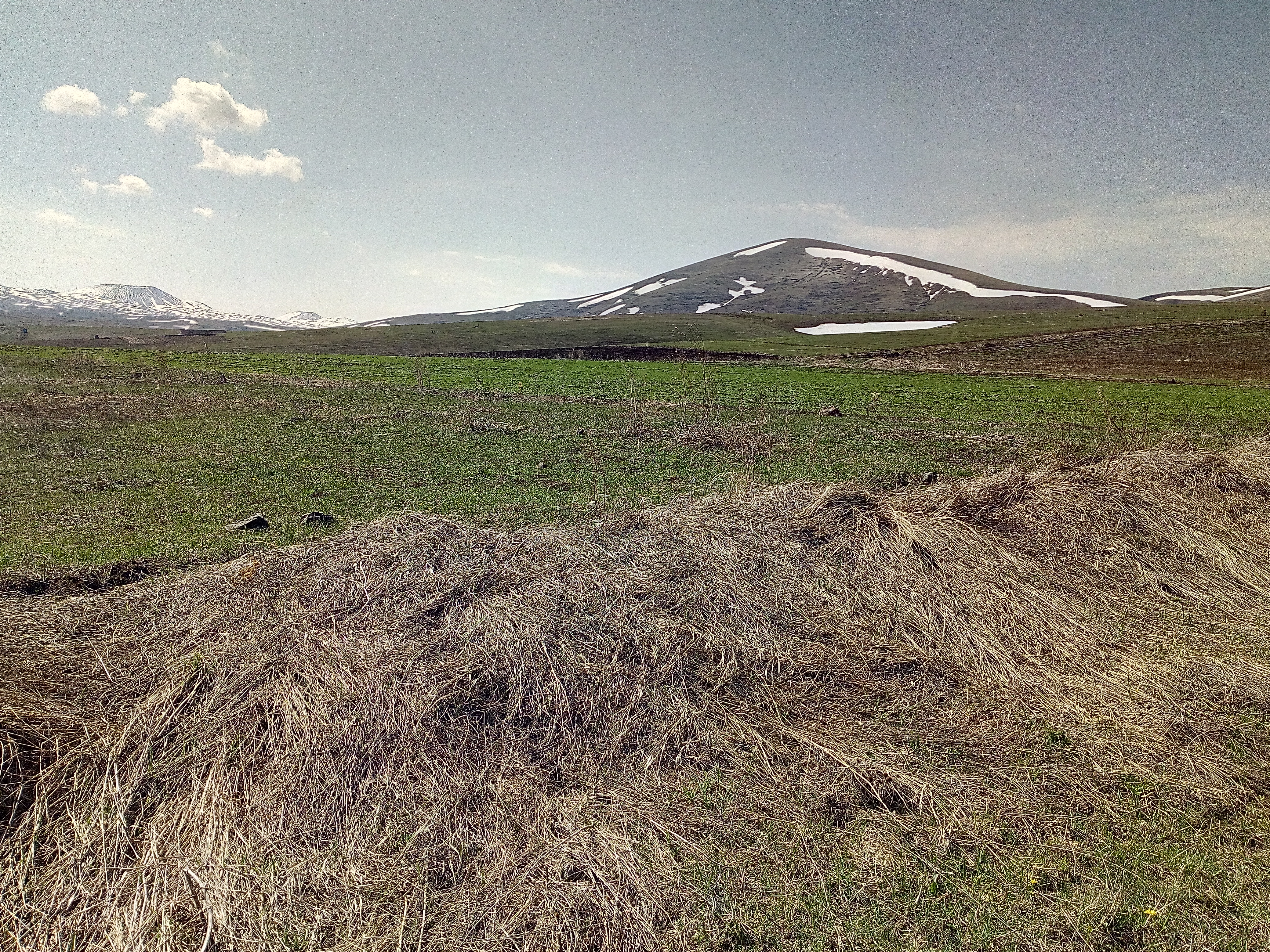
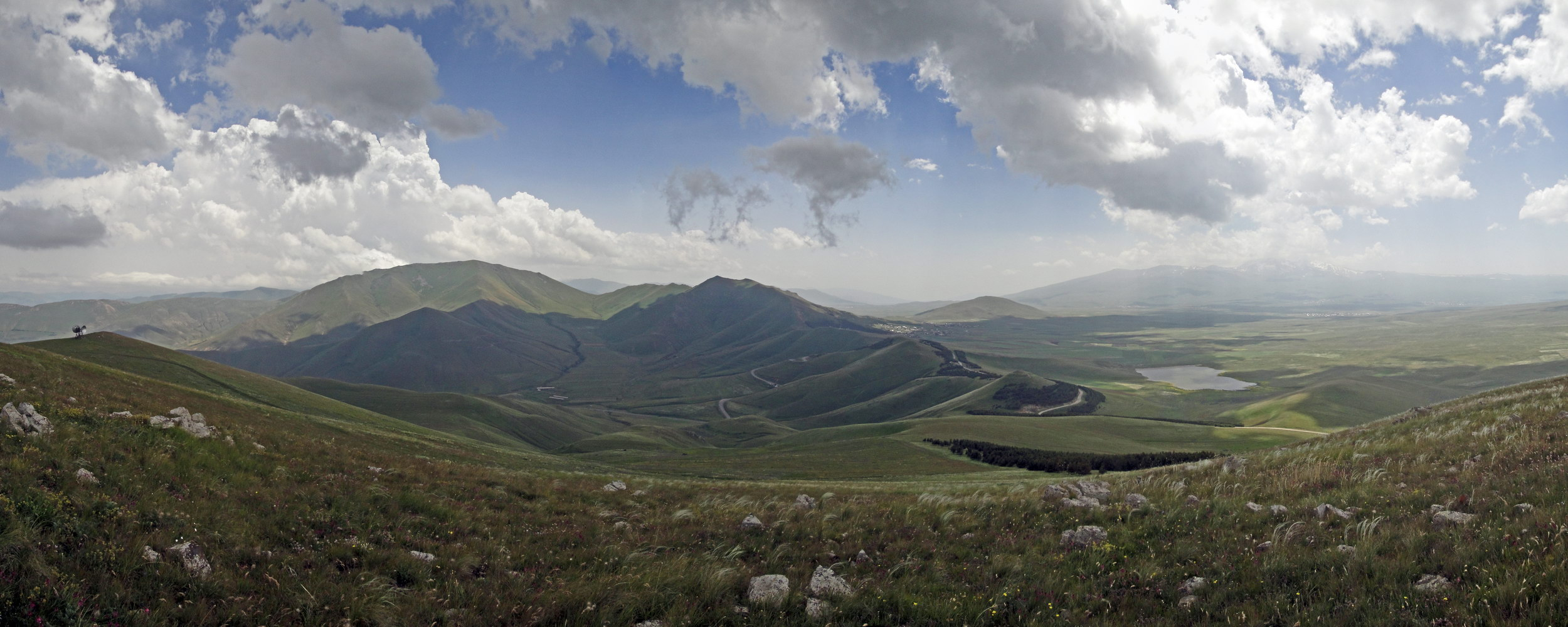

Севкатар
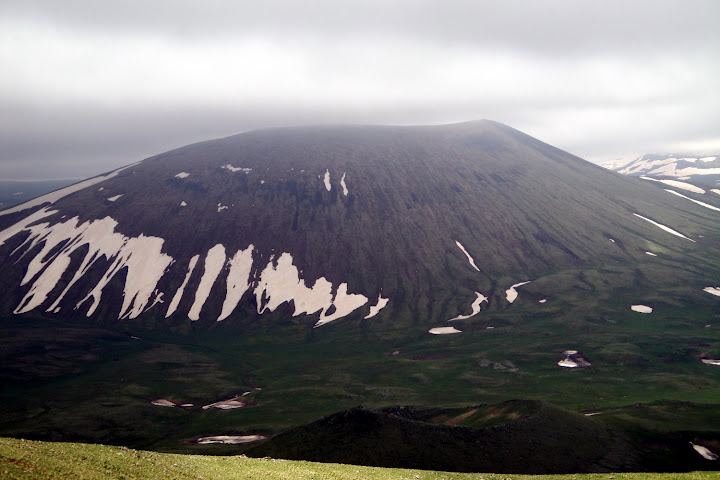
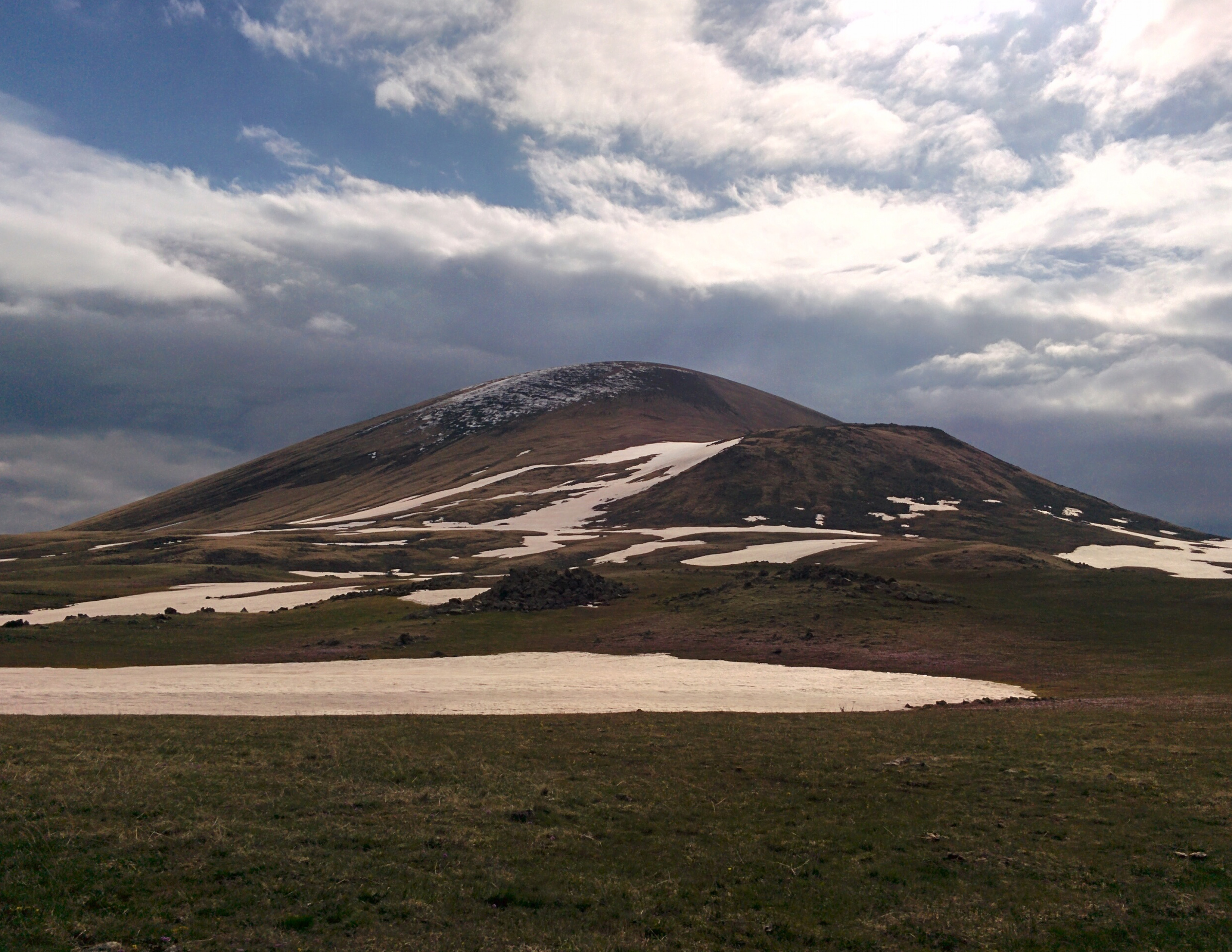

Спитакасар
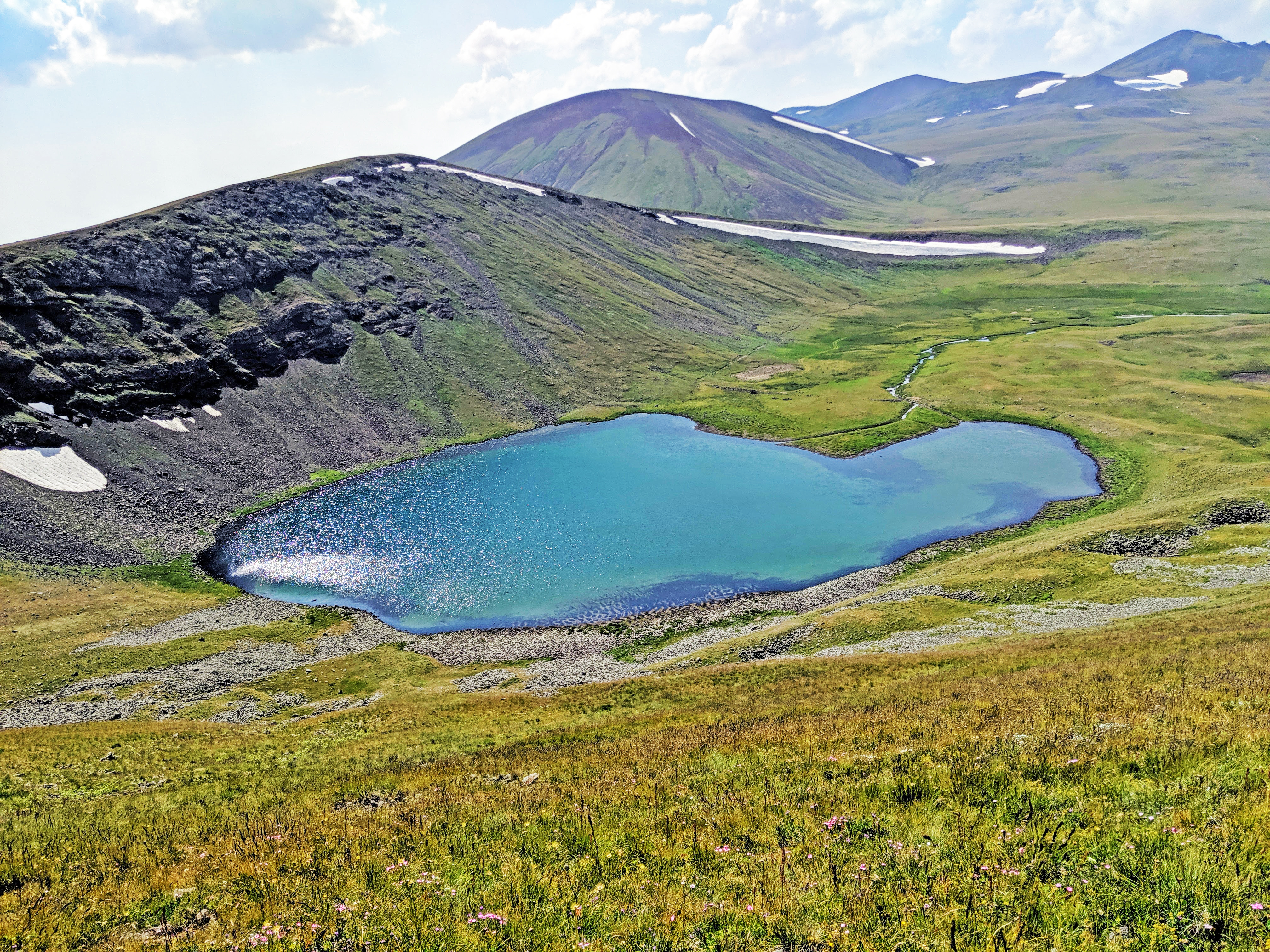
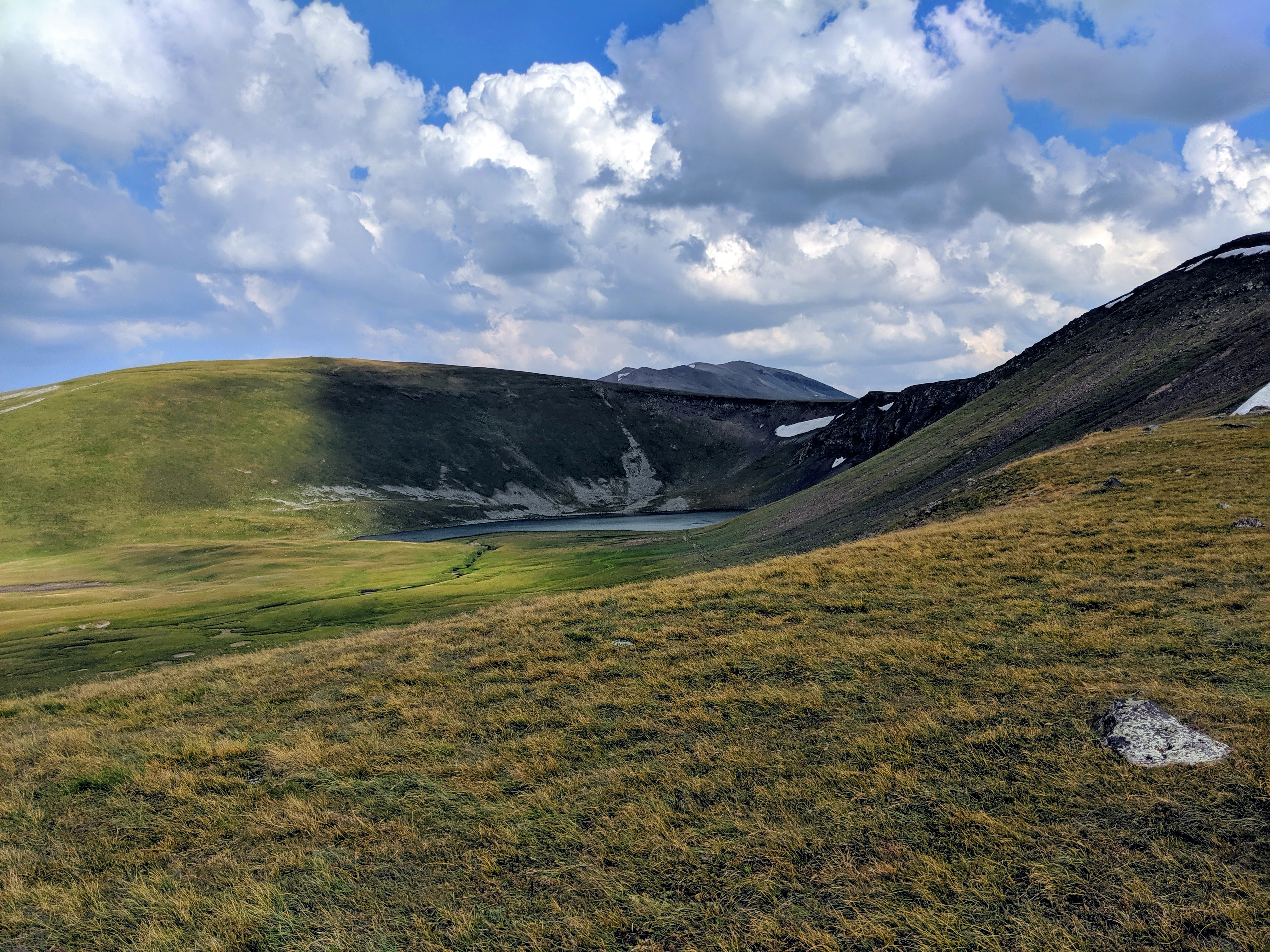
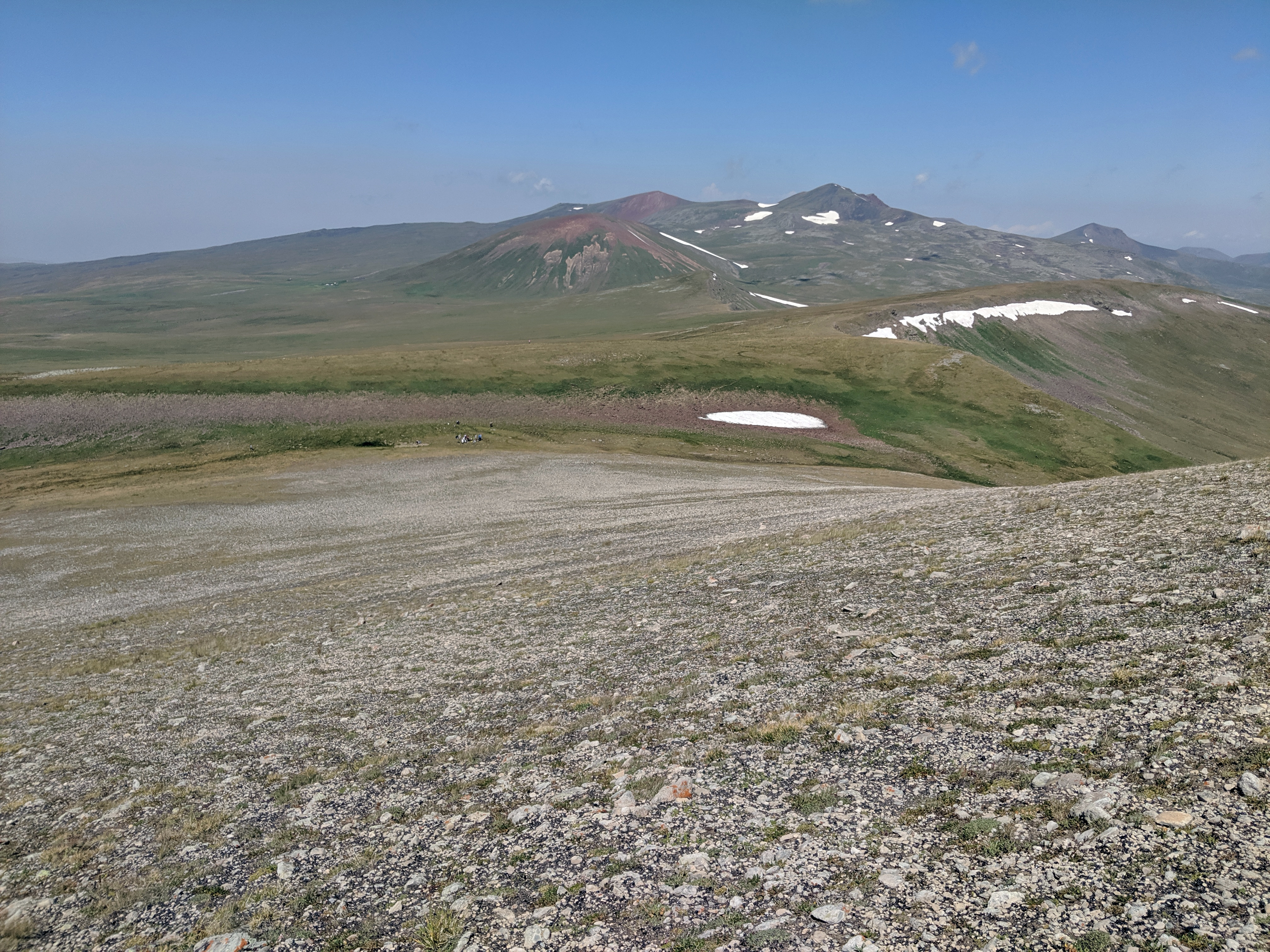
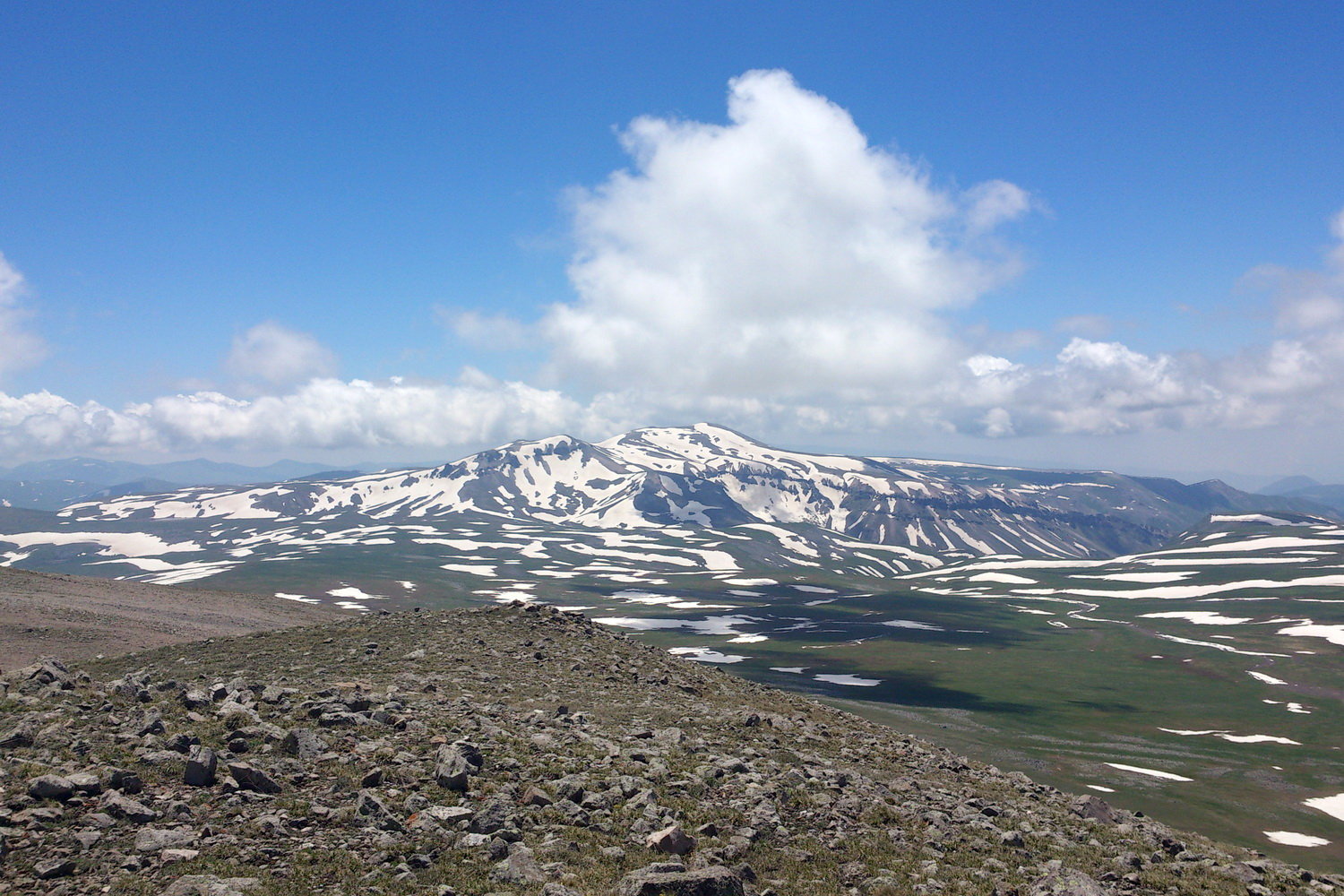
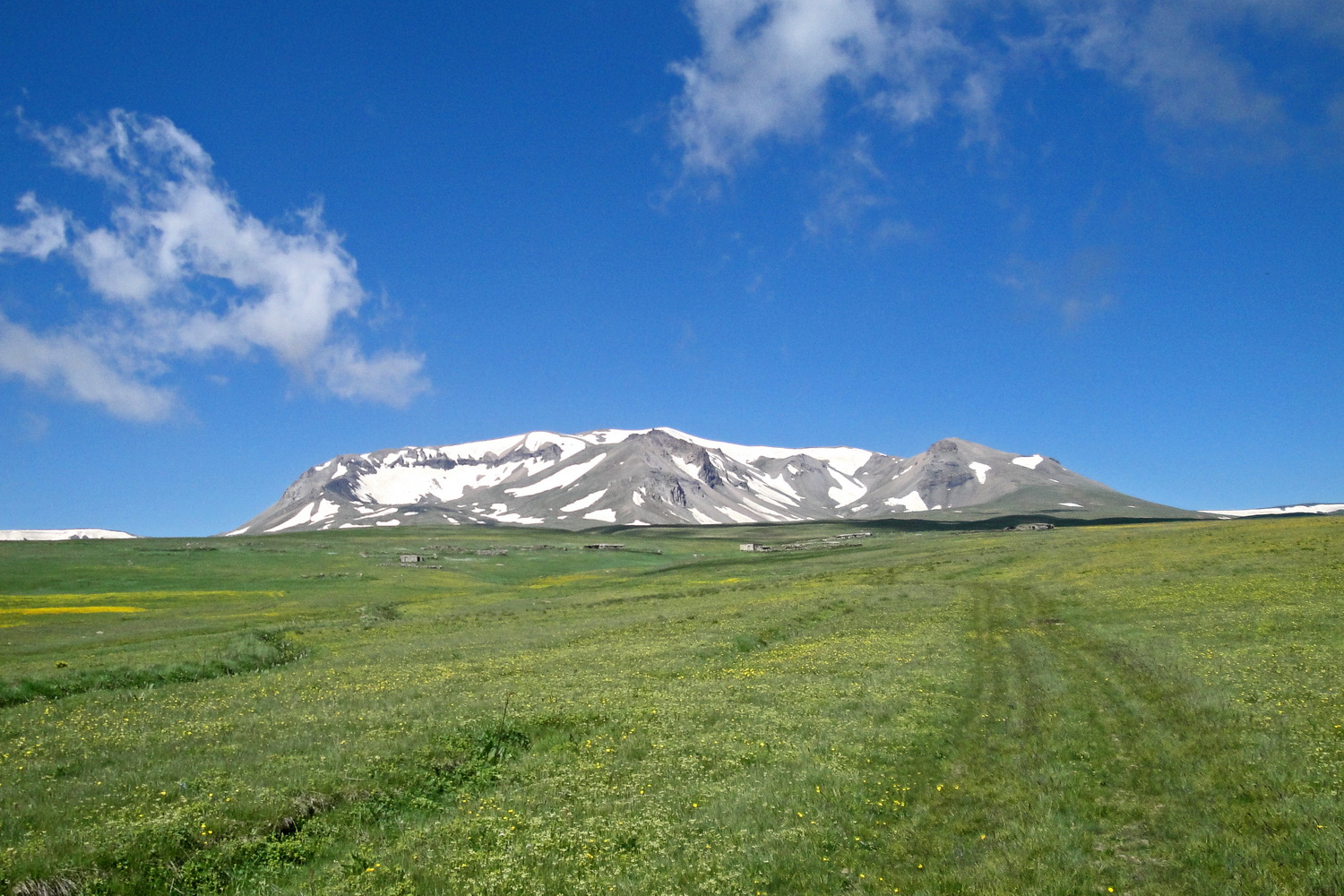

Гегамский хребет
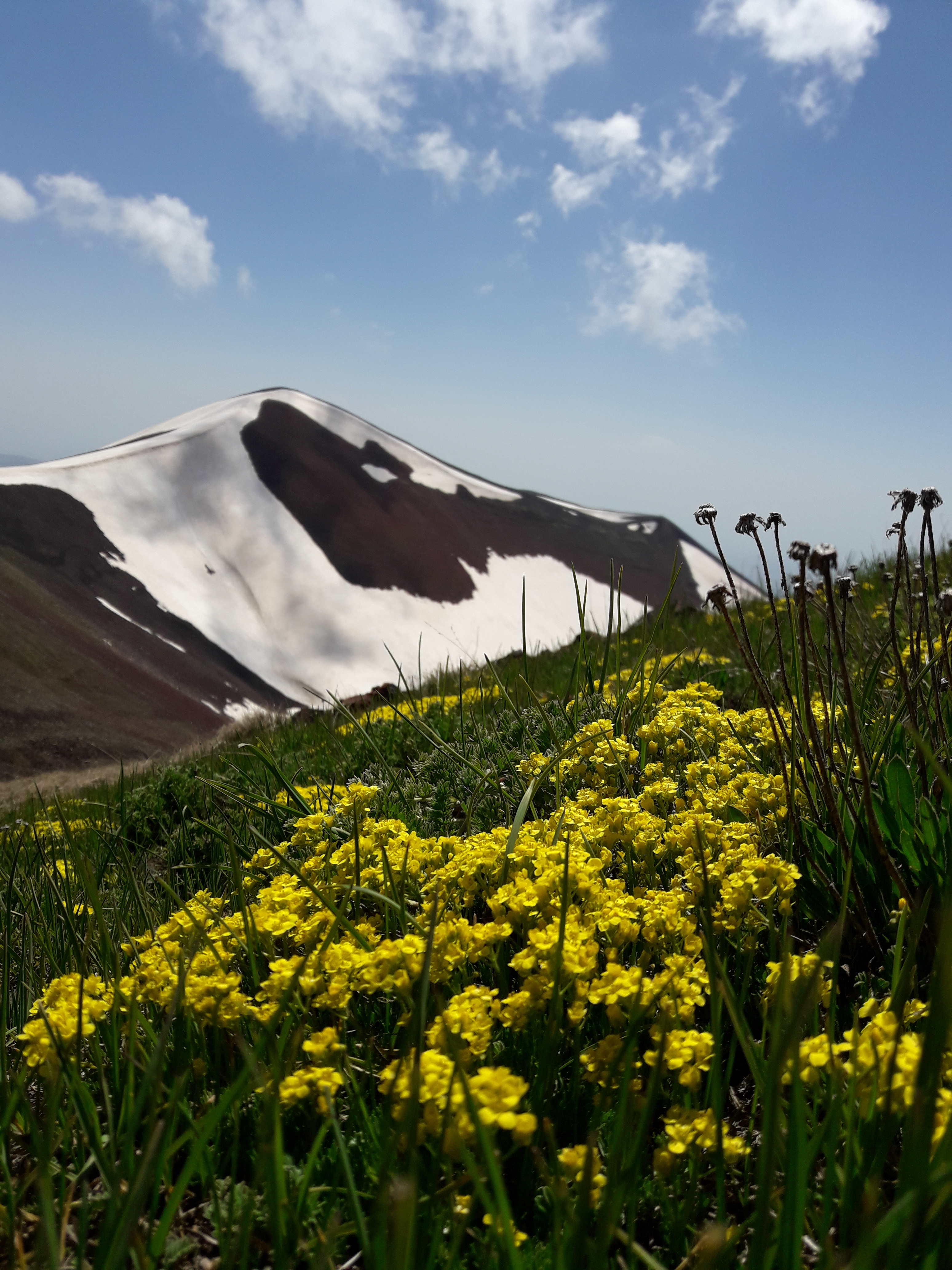
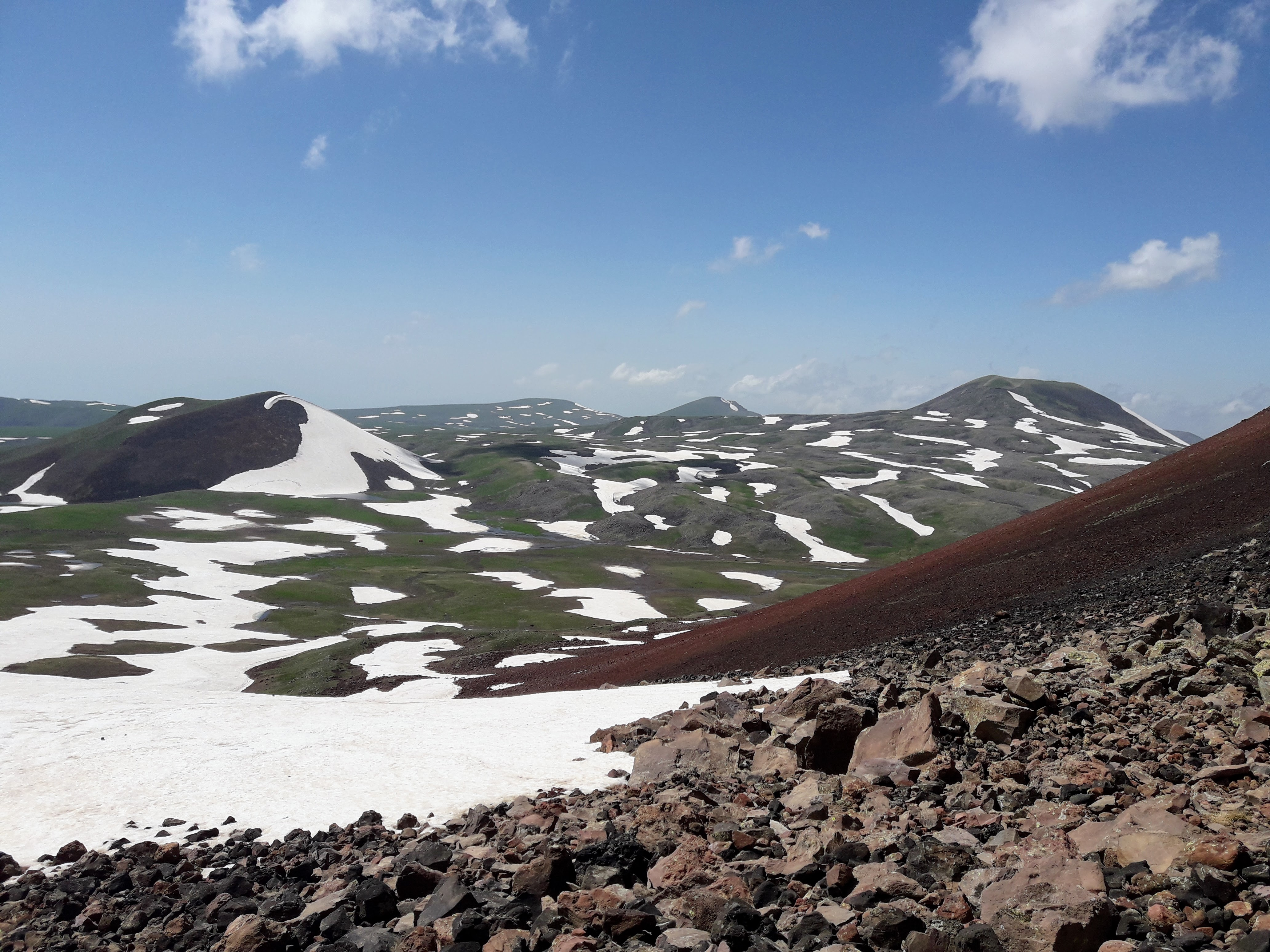
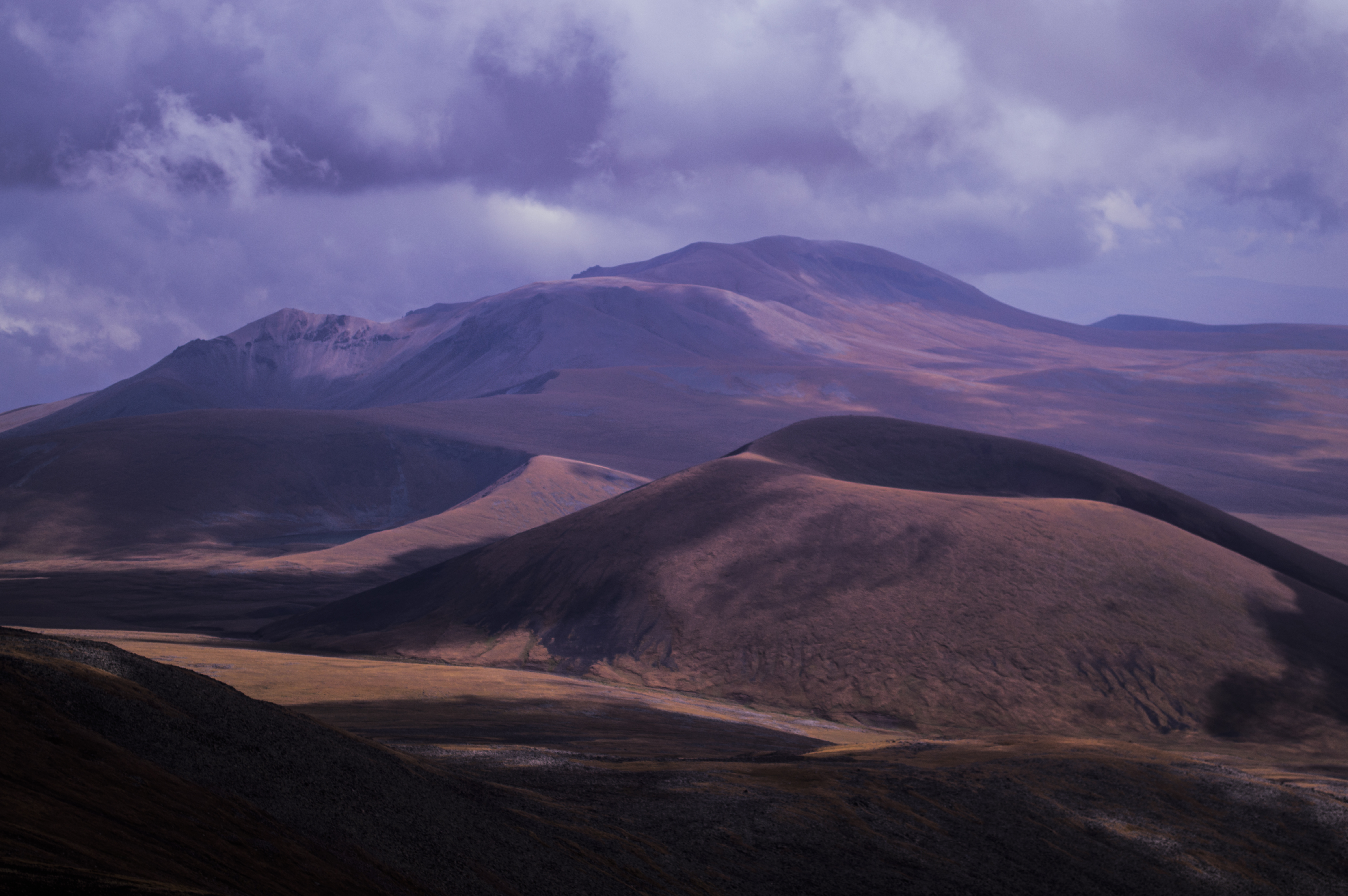
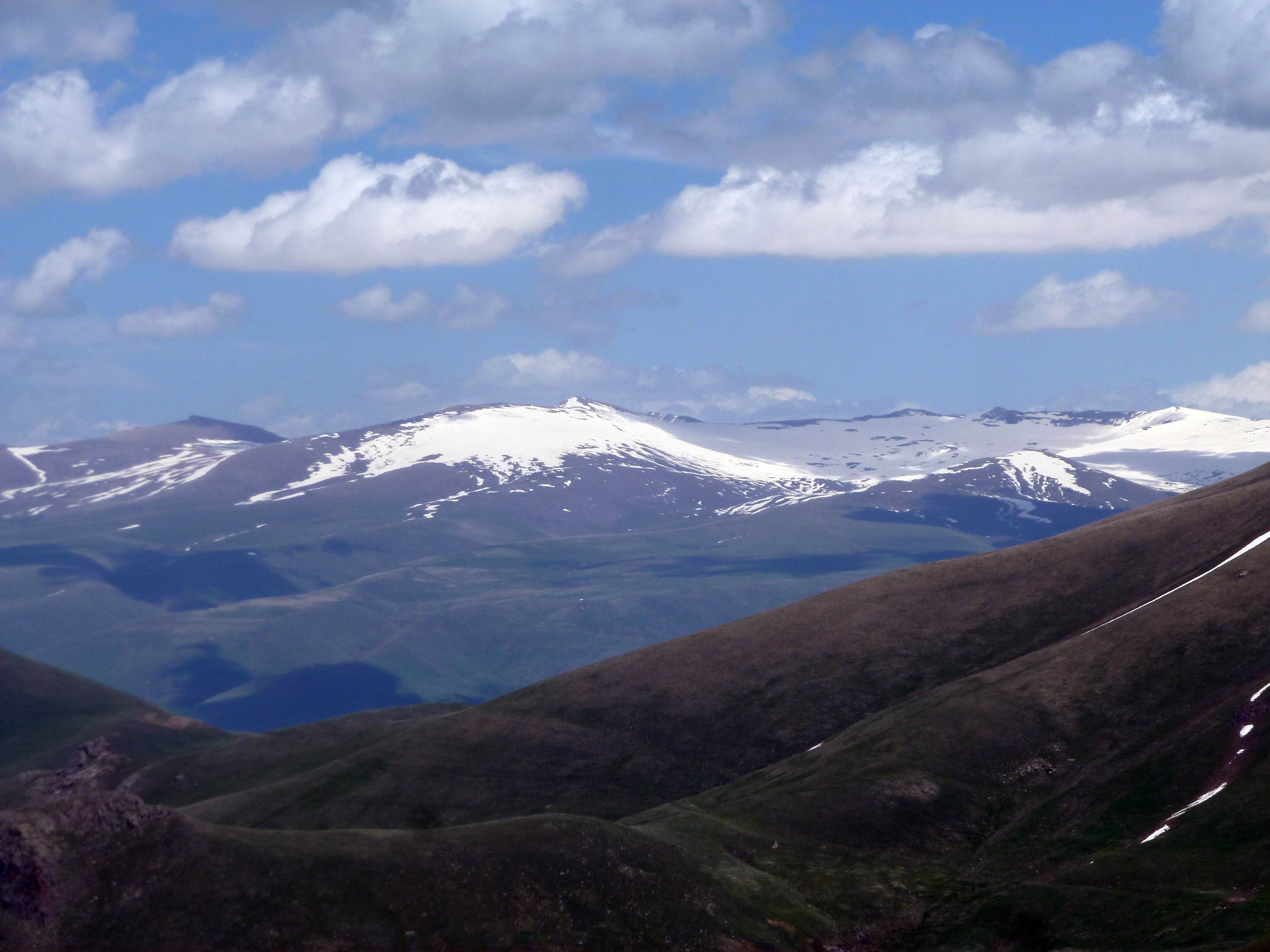
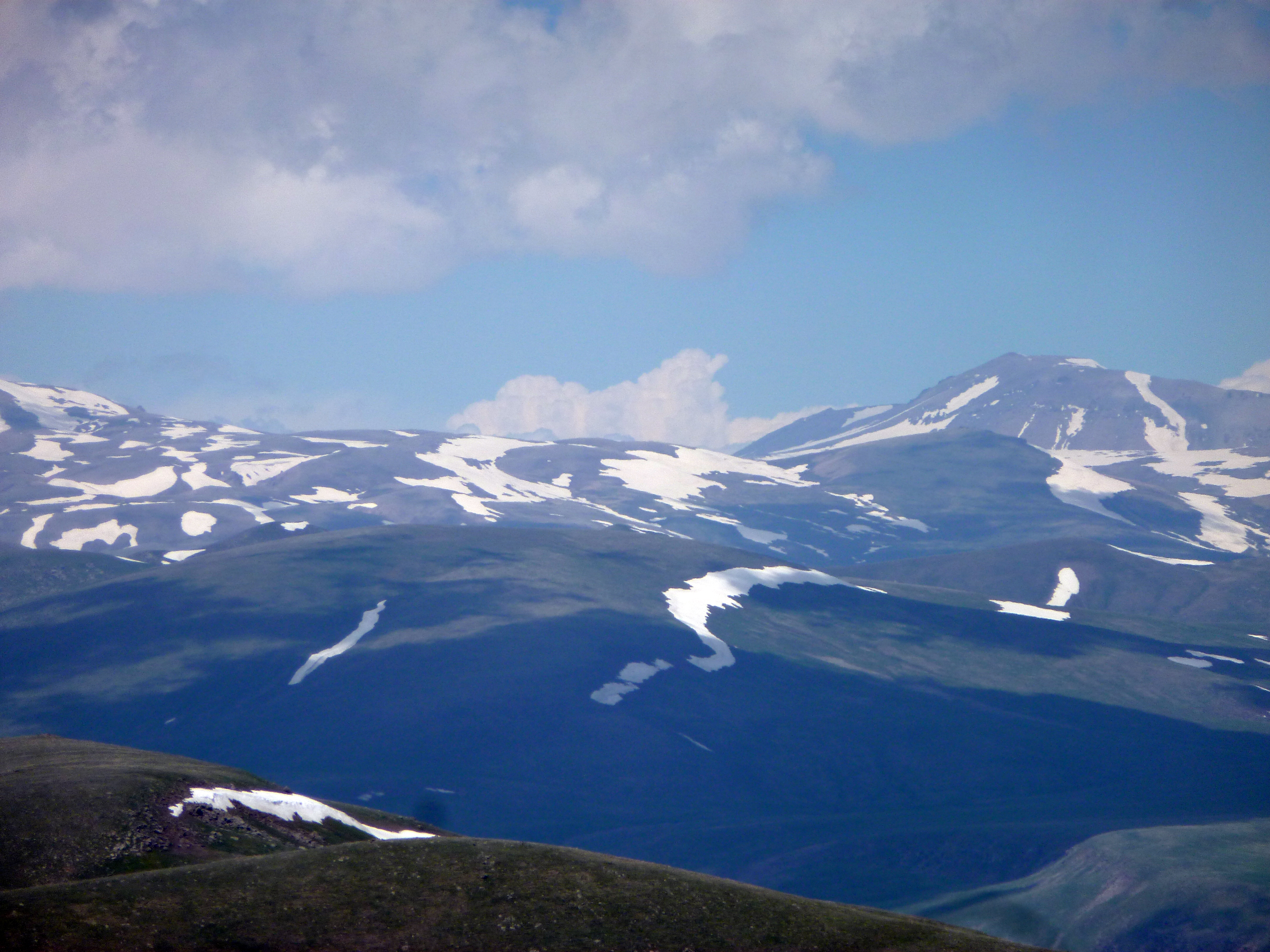
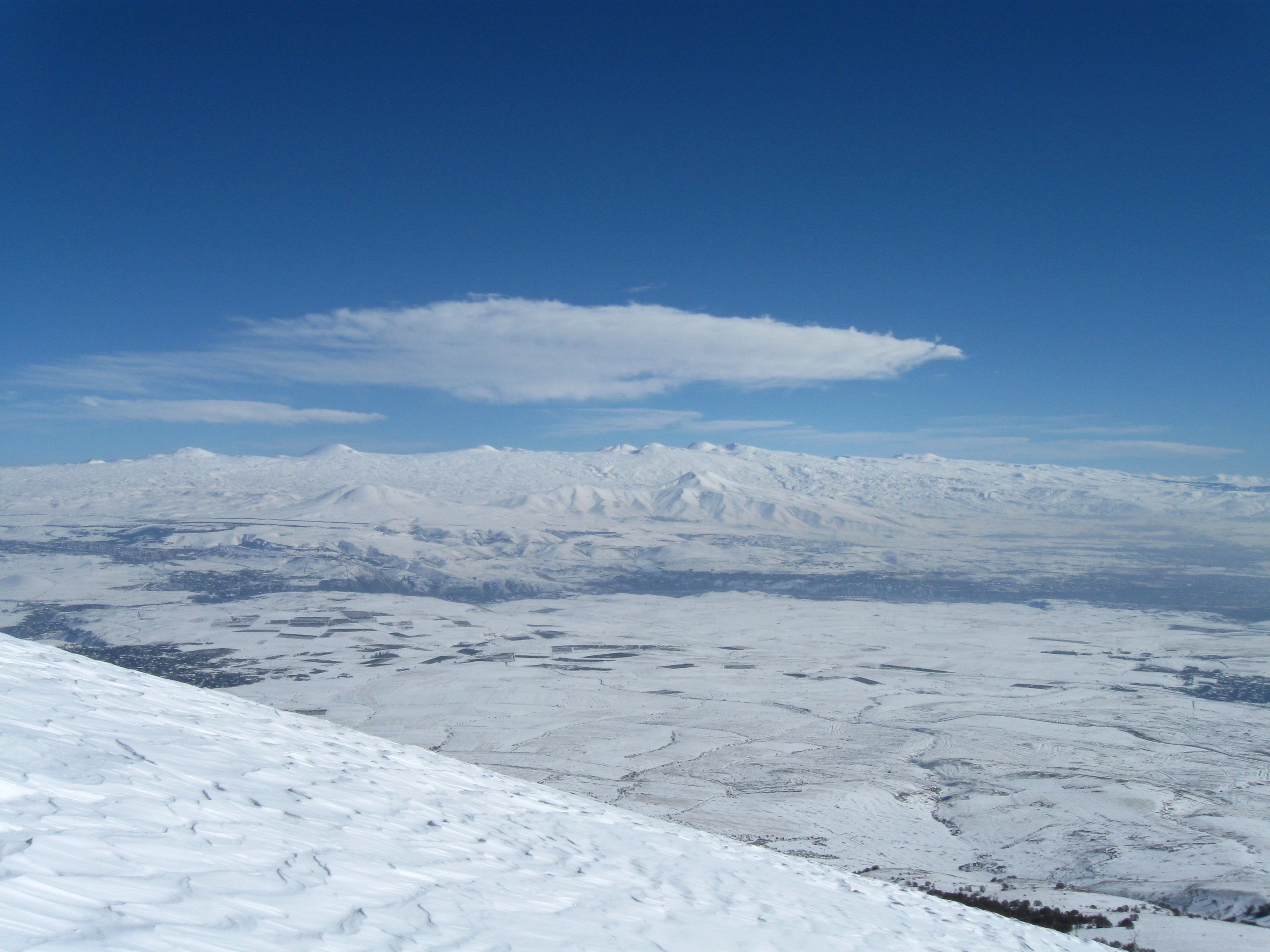

Армаган
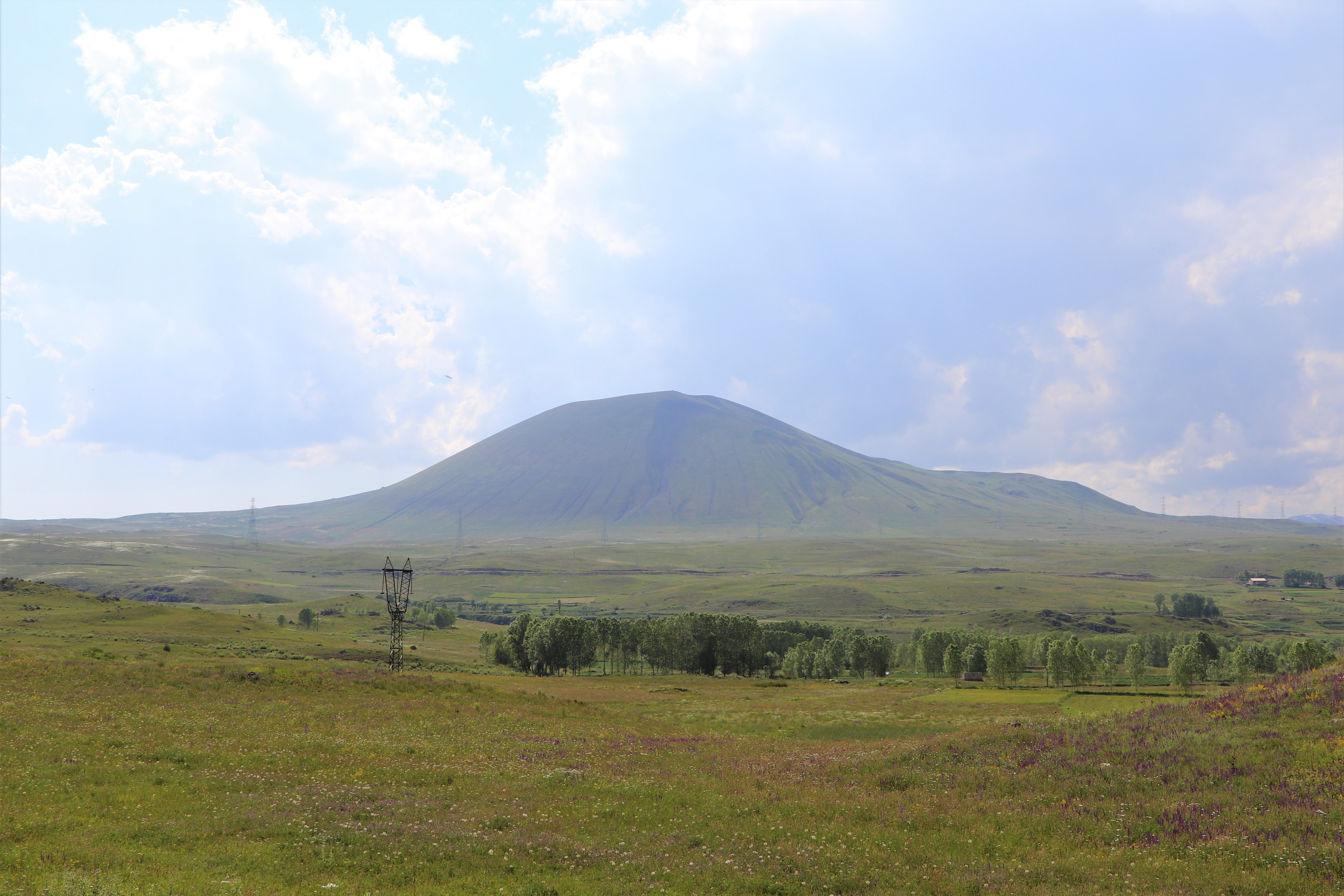
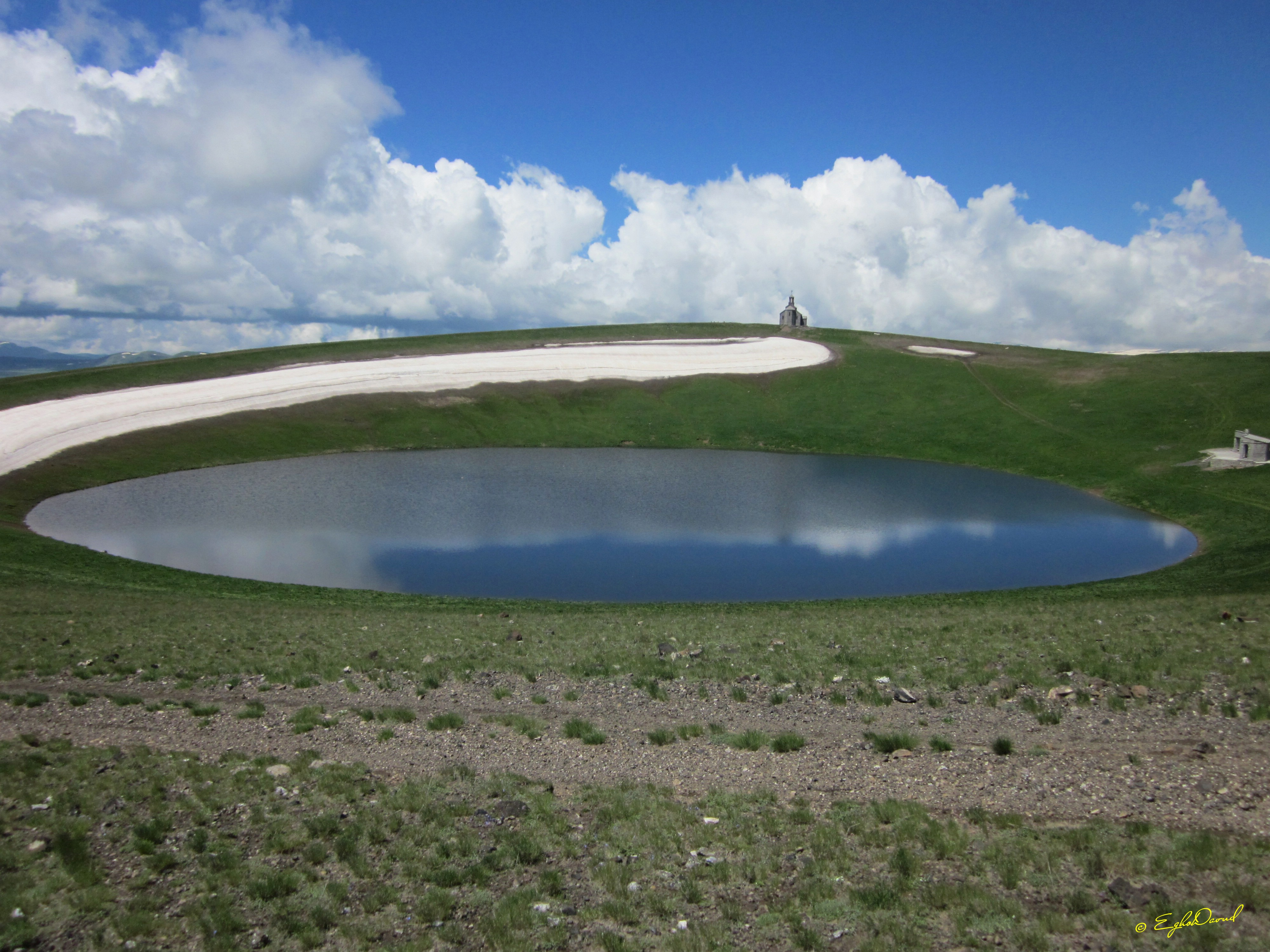

Аждаак
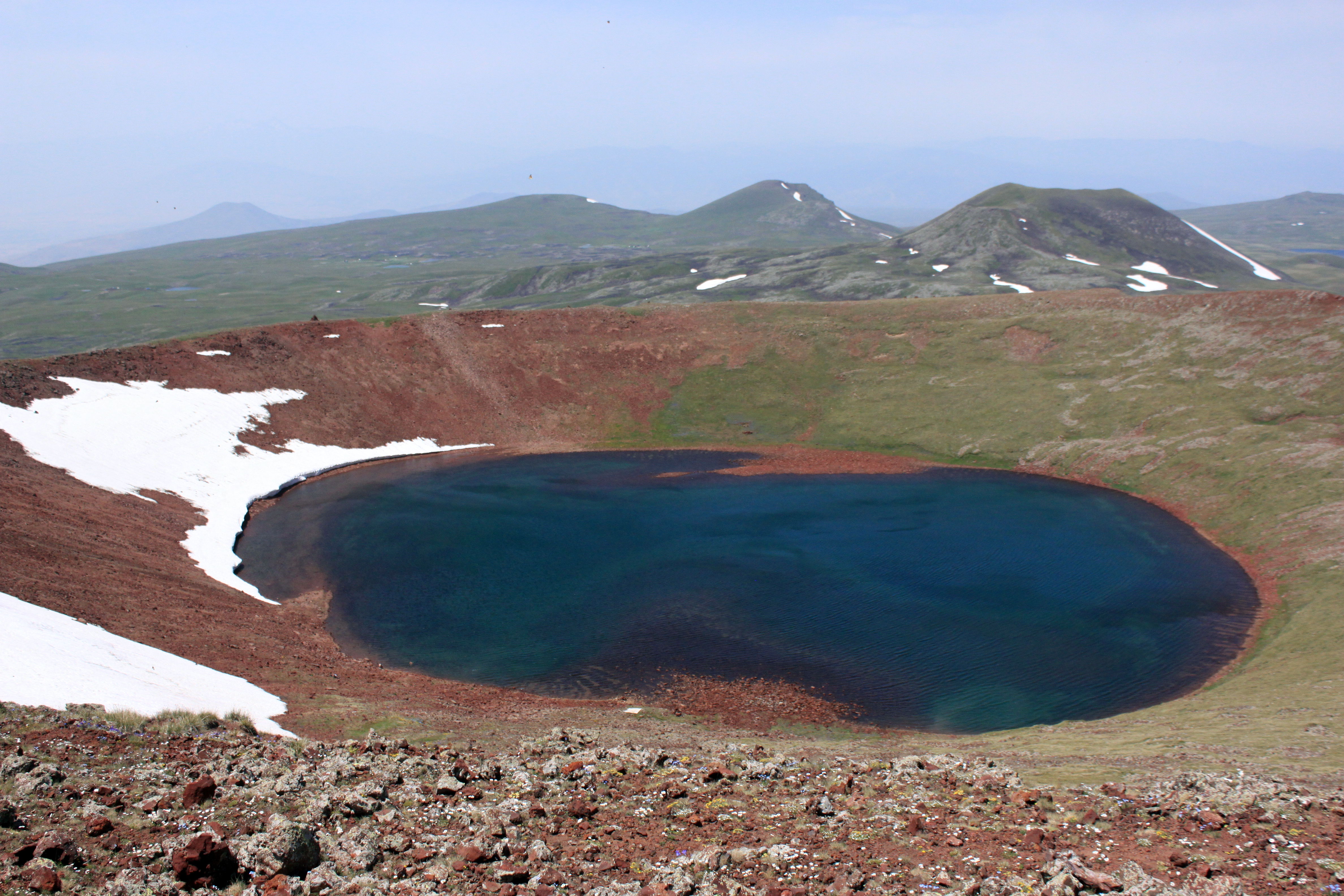
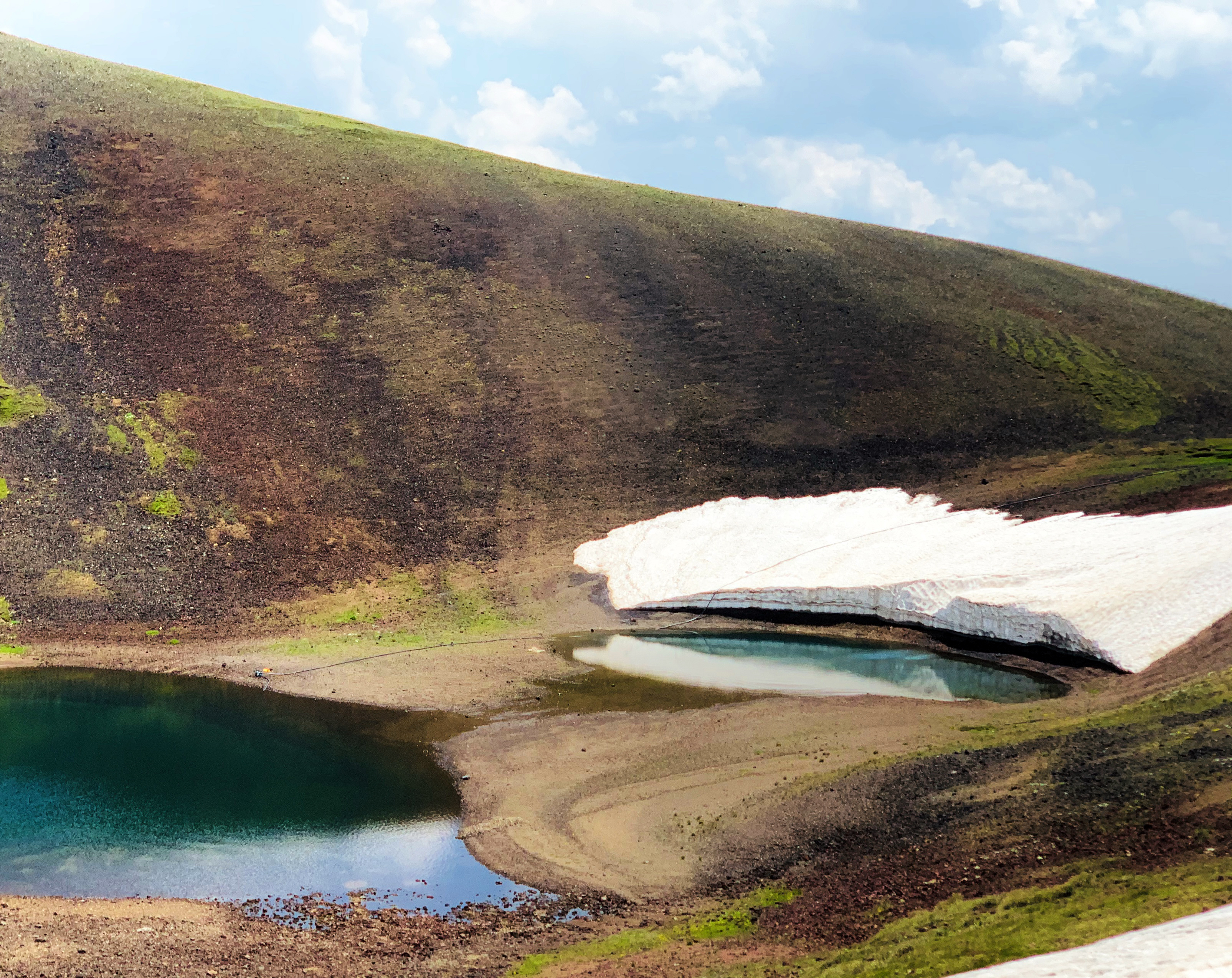
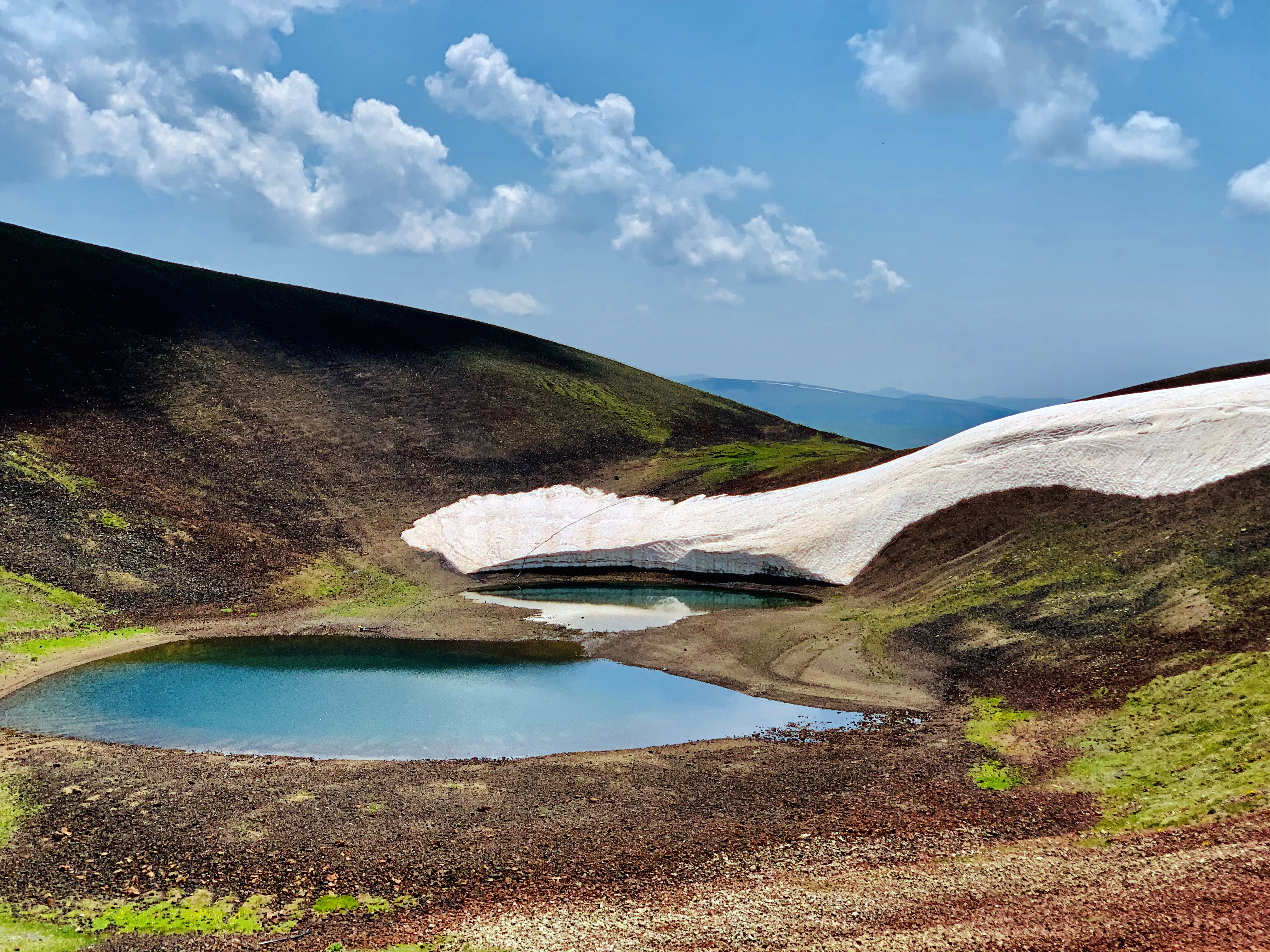

Гутанасар
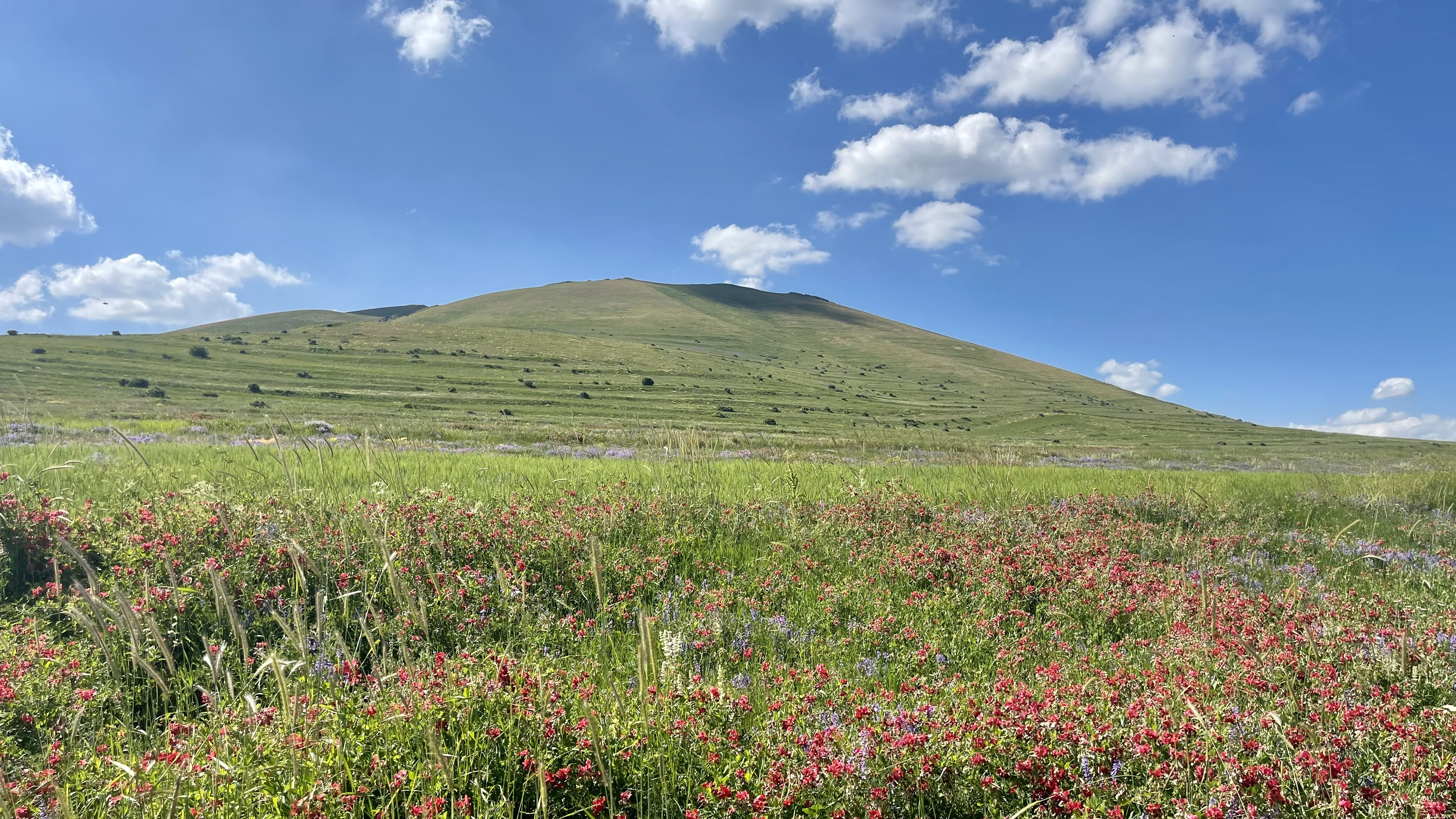
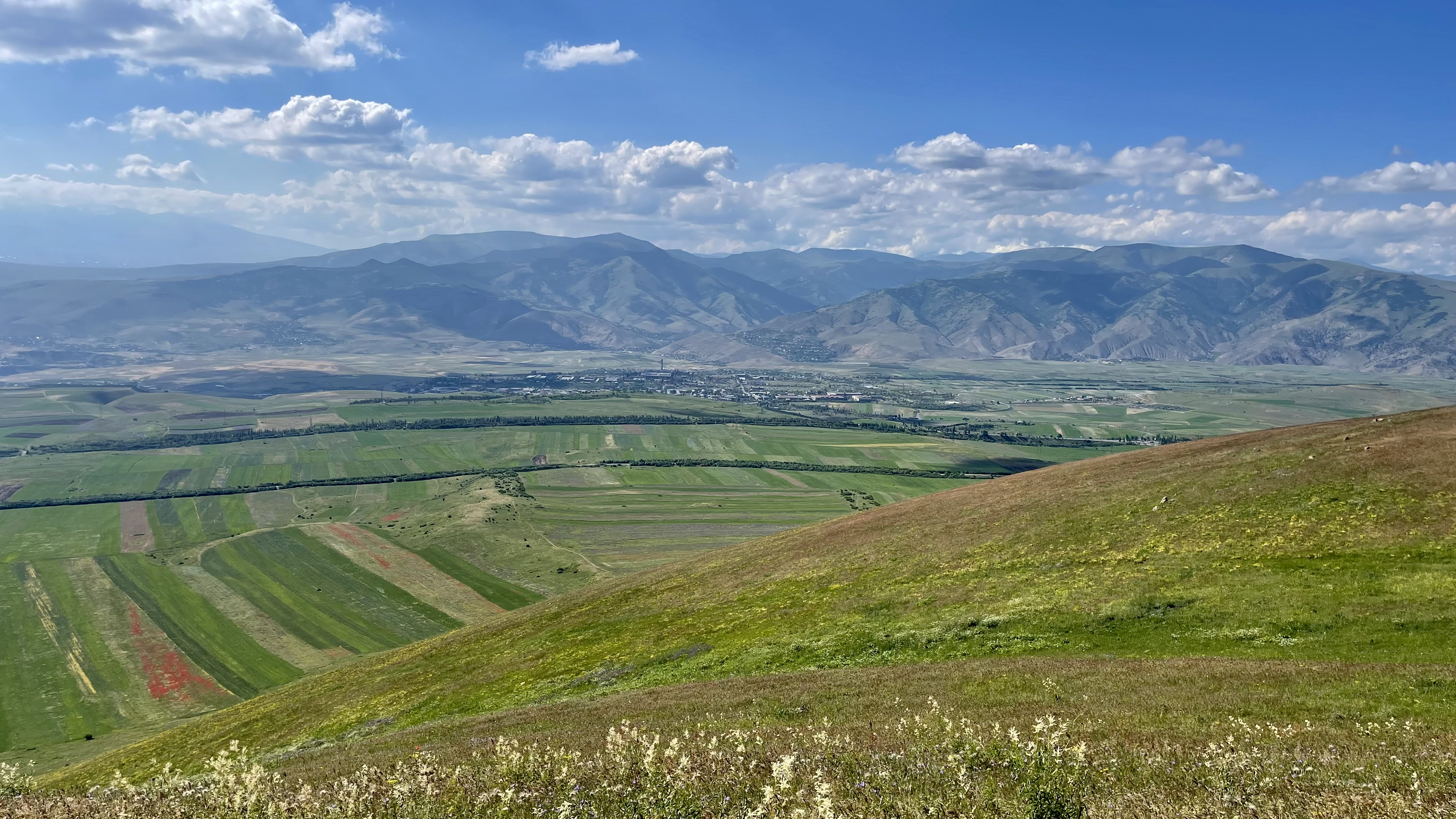
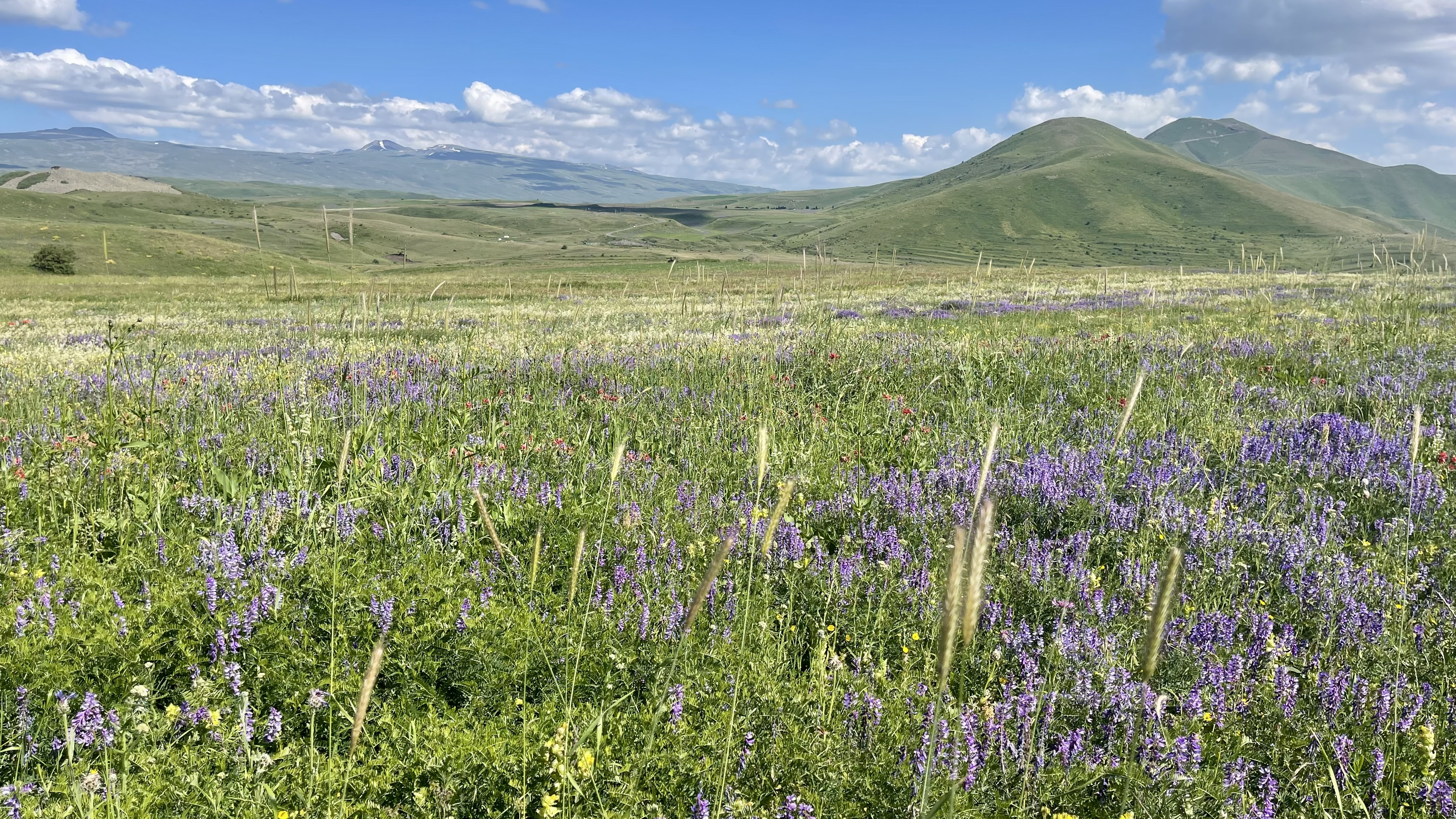
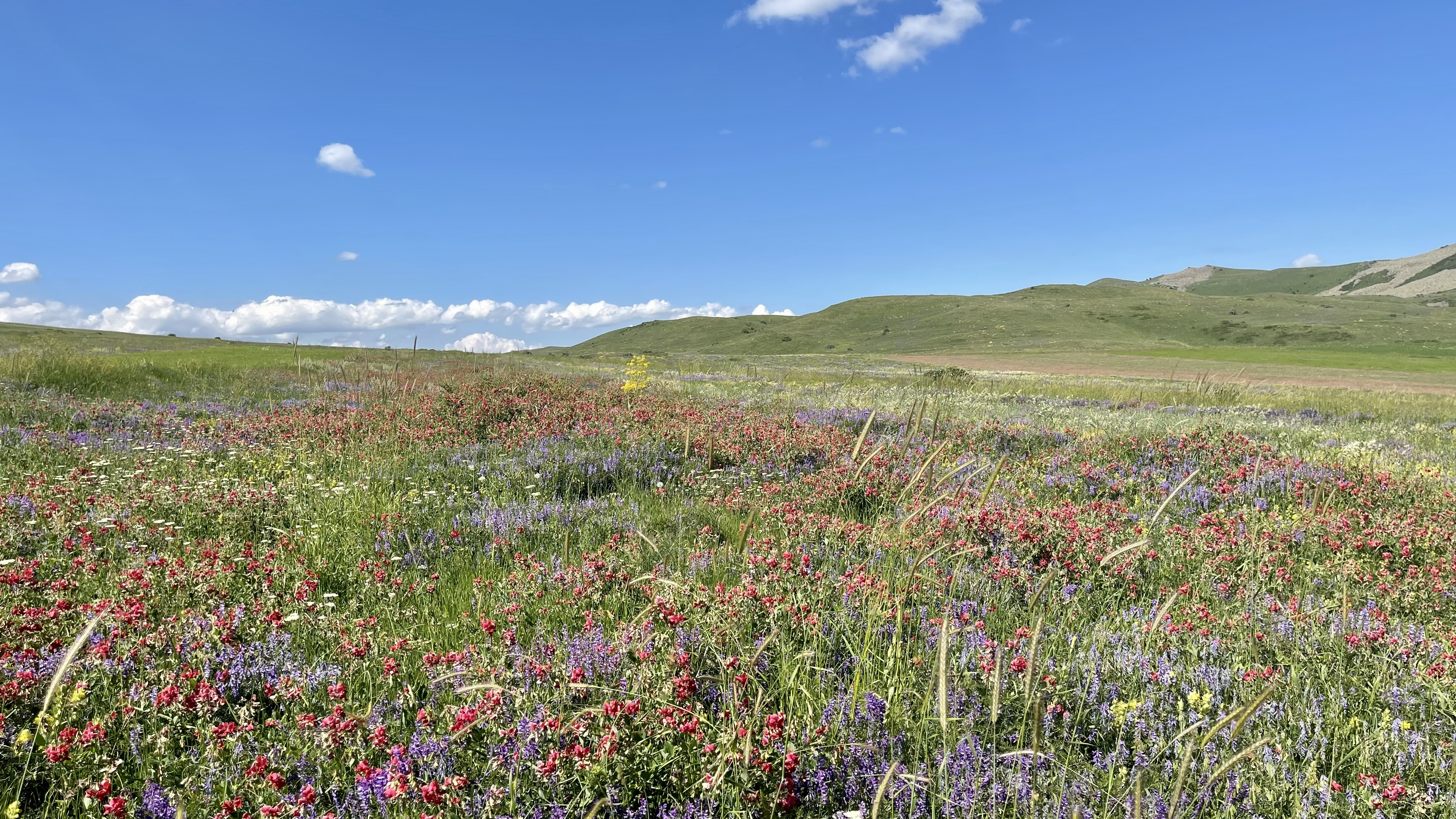
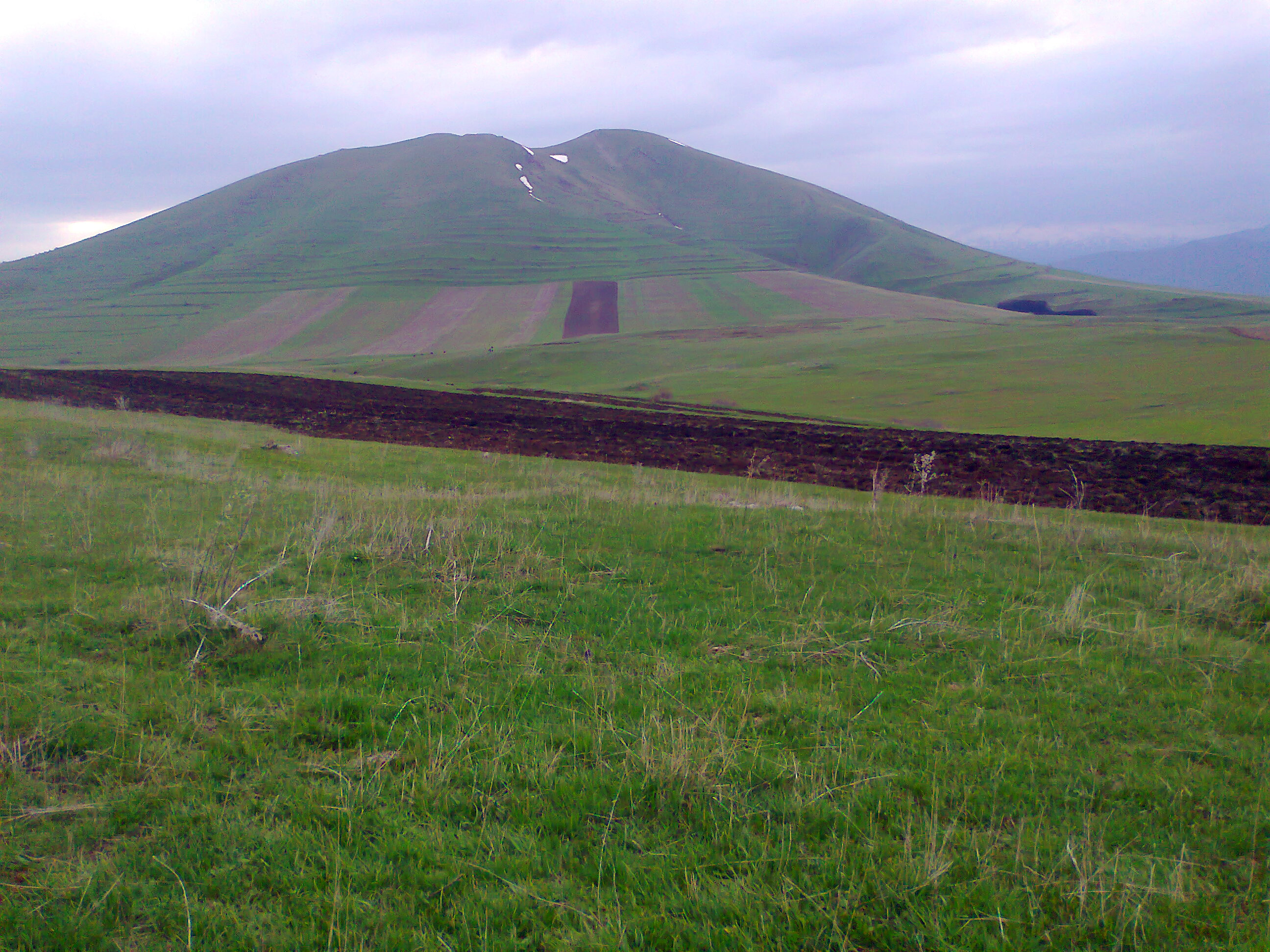
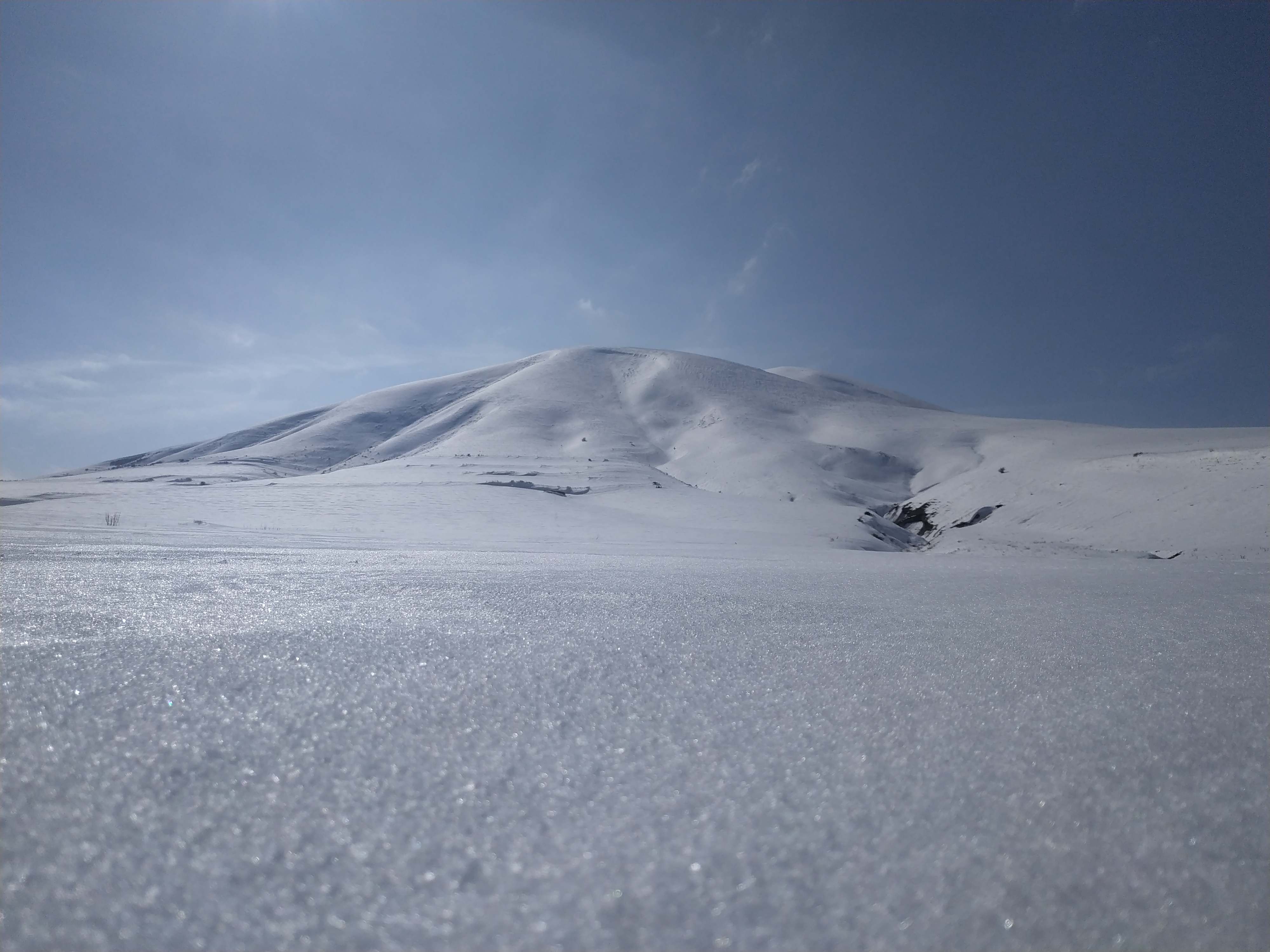

Гегамасар
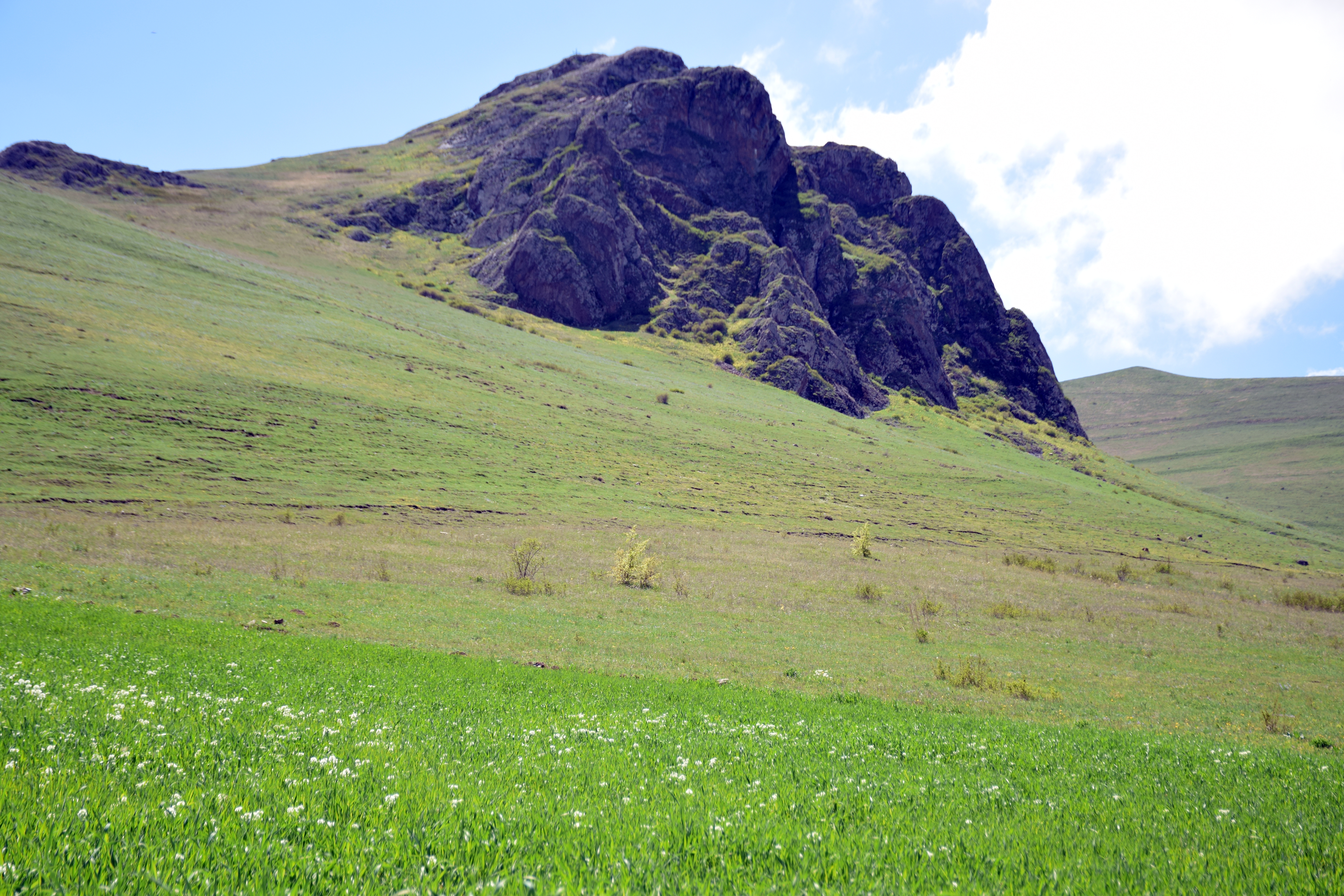
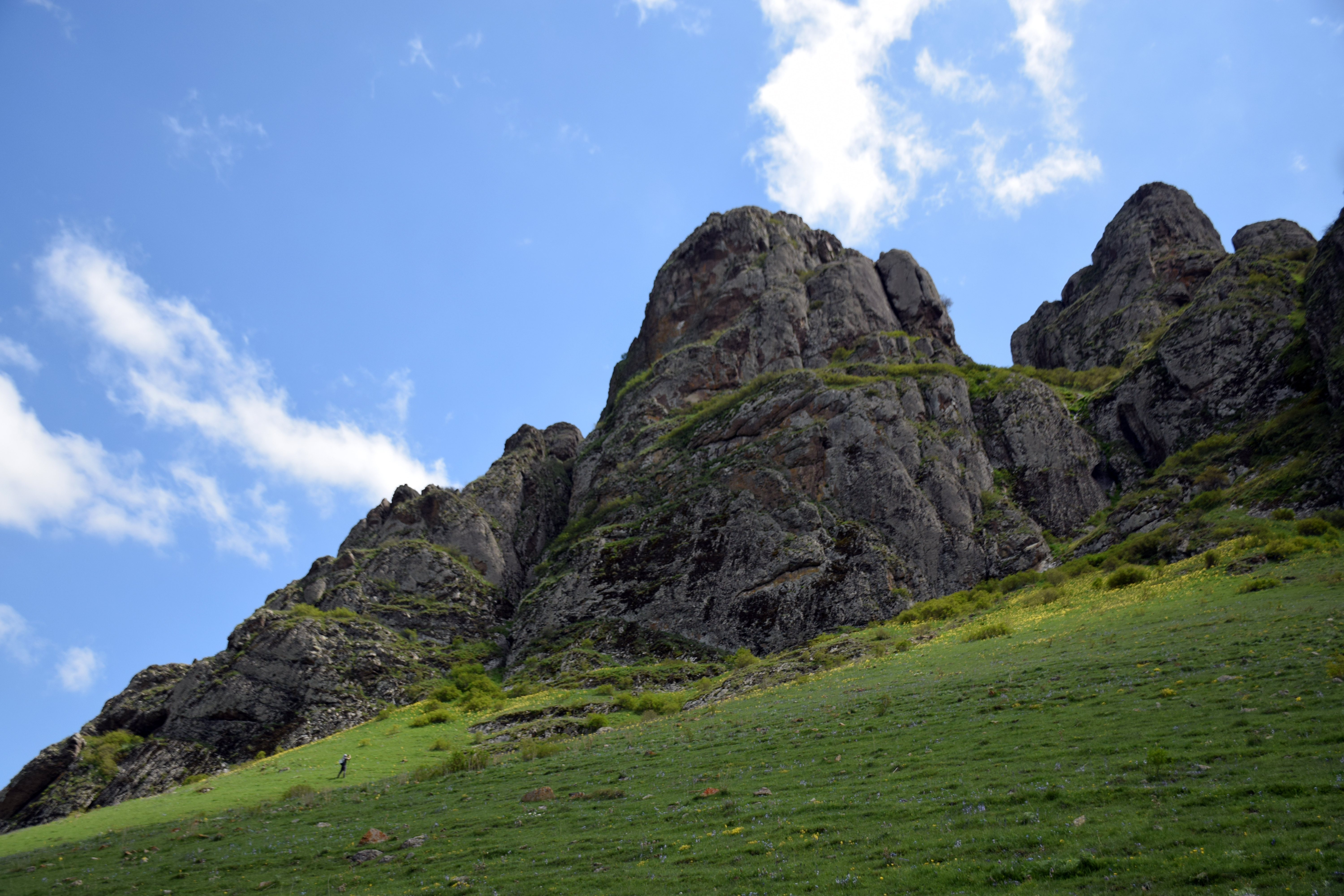
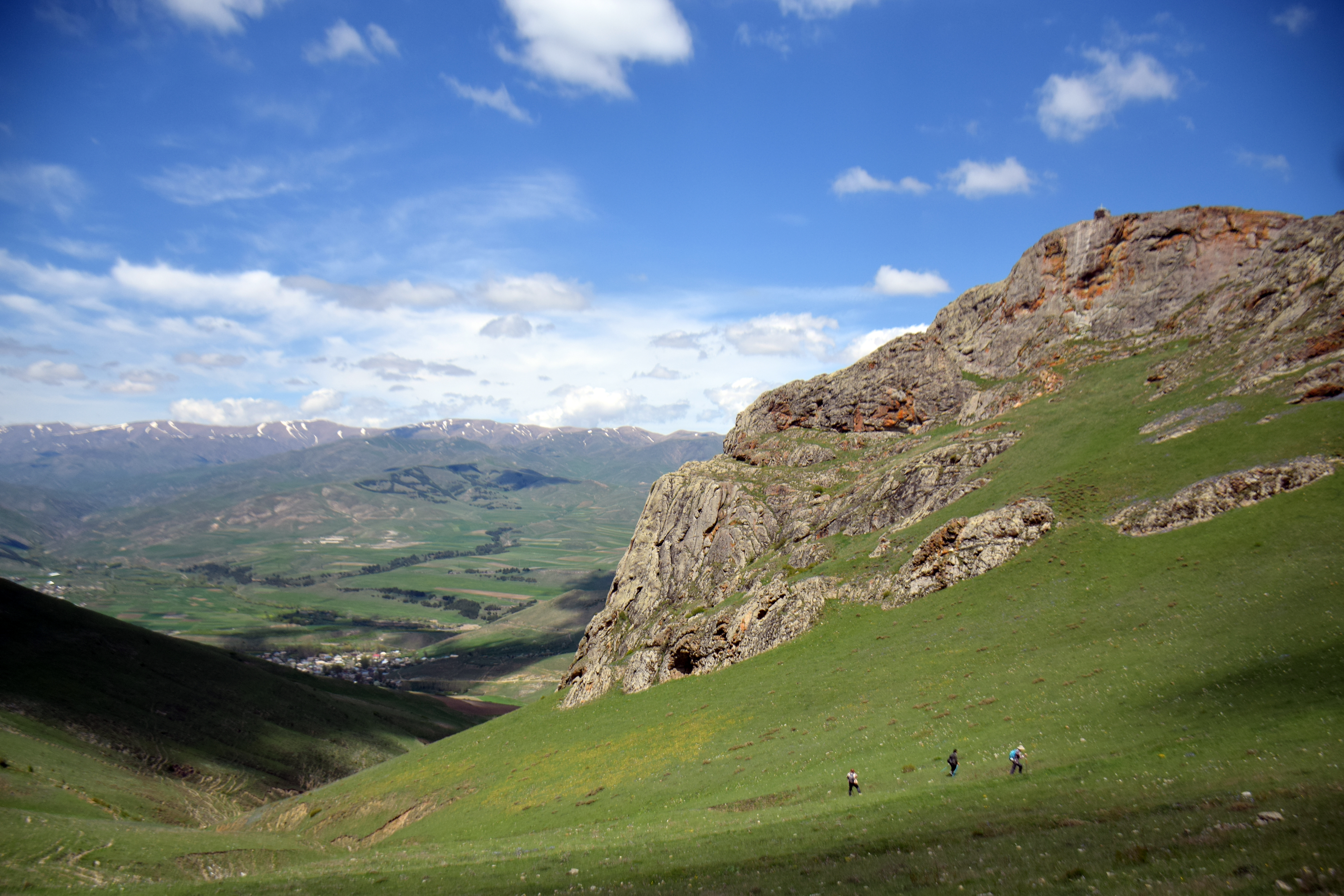
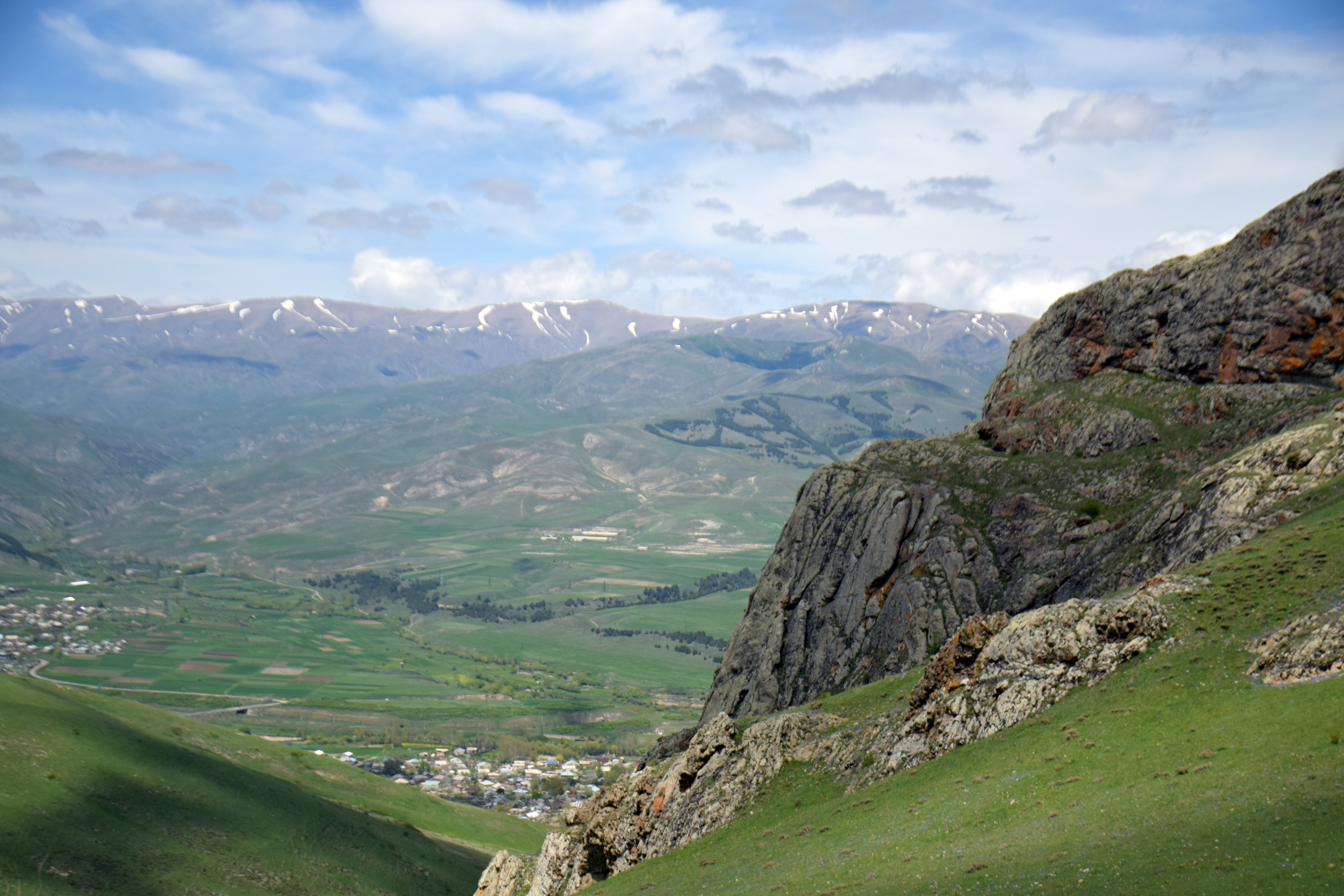
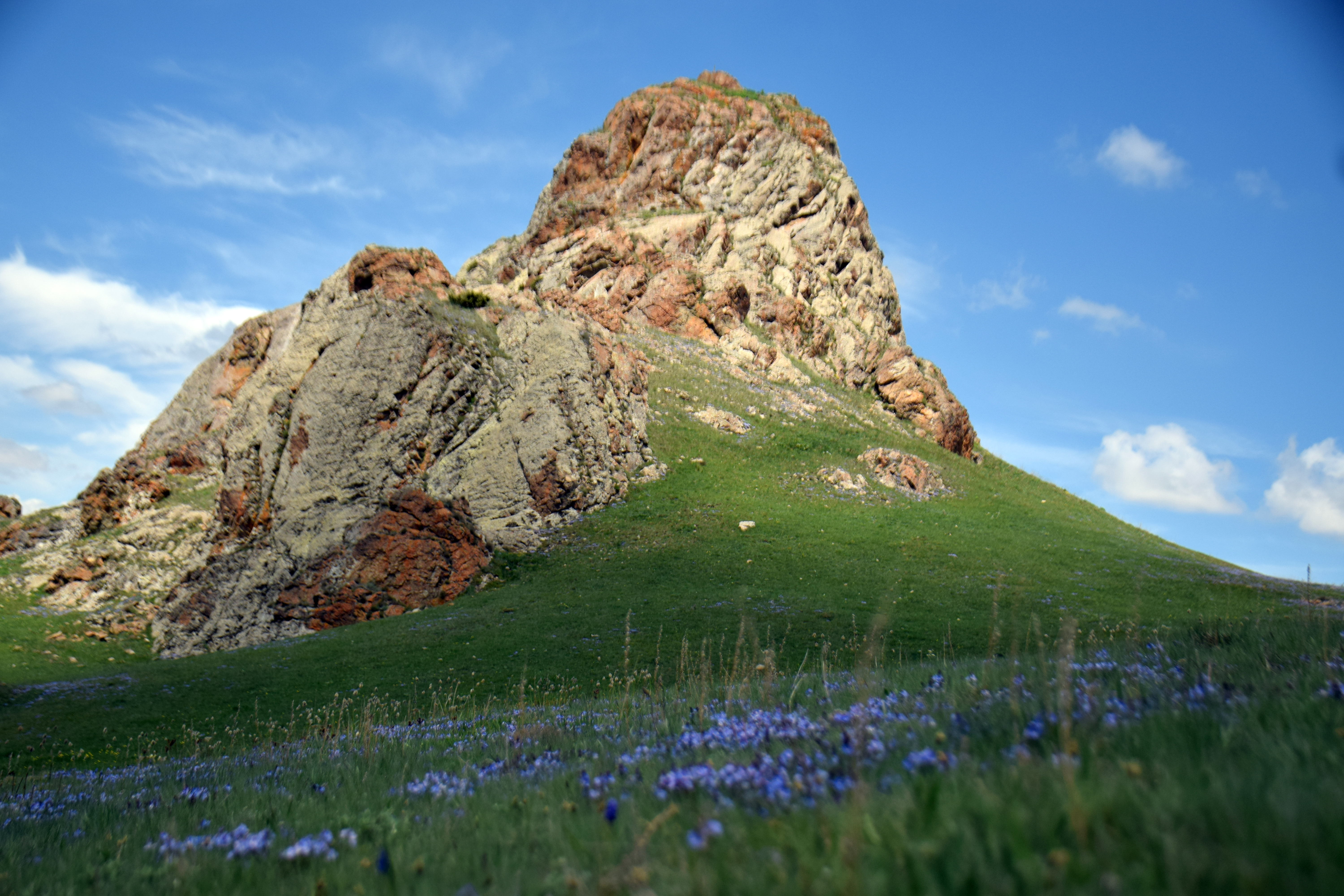

- Лусналич

- Менаксар

- Севкатар

- Спитакасар